# Grand Prix automobile d'Italie 2011
Vous lisez un « article de qualité » labellisé en 2012.
GP précédent GP suivant
Le Grand Prix automobile d'Italie 2011 (Formula 1 Gran Premio Santander d'Italia 2011), disputé le 11 septembre 2011 sur le circuit de Monza, est la 852e épreuve du championnat du monde de Formule 1 courue depuis 1950 et la treizième manche du championnat 2011.
Doublé par Fernando Alonso au départ de la course, Sebastian Vettel, détenteur de la pole position, récupère sa première place au cinquième tour et la conserve jusqu'à l'arrivée. Au terme d'une course à rebondissements marquée par de nombreux dépassements entre les favoris du championnat, le Britannique Jenson Button, sur McLaren, s'empare de la deuxième place, devant l'Espagnol Fernando Alonso (Ferrari) qui passe la barre symbolique des 1 000 points inscrits en championnat du monde de Formule 1. En signant sa huitième victoire en treize courses, Sebastian Vettel s'envole en tête du championnat du monde des pilotes, portant pour la première fois son avance sur le second à plus de 100 points. Plus loin dans le classement, grâce à sa neuvième place, Bruno Senna inscrit ses premiers points en championnat du monde. À l'issue du Grand Prix, dix-neuf des vingt-huit pilotes en lice au championnat du monde ont marqué au moins un point.
Chez les constructeurs, Red Bull Racing garde une avance confortable en tête du championnat avec 451 points, loin devant McLaren (325) et Ferrari (254). À l'issue de la course, neuf des douze écuries engagées au championnat ont inscrit au moins un point, aucun pilote de Lotus, de Virgin ou de HRT n'étant parvenu à terminer dans les dix premiers d'une course.

## Contexte avant le Grand Prix

### Modification du calendrier de la saison 2012
Dans le calendrier provisoire 2012 soumis aux équipes par Bernie Ecclestone, le Grand Prix d'Inde figurait au mois d'avril et celui de Bahreïn en fin d'année. Cette proposition était critiquée par l'Inde car les températures en avril et mai sont caniculaires dans la région de New Delhi. Finalement, la FIA a remis Bahreïn au calendrier le 22 avril 2012 afin de replacer le Grand Prix automobile d'Inde en fin d'année.
Les dirigeants du circuit de Bahreïn déclarent : « Notre circuit a toujours soutenu la grande famille de la Formule 1 et nous avons toujours fait ce qu'il y a de mieux pour le sport. Nous accueillons avec bienveillance ce changement après la demande du Grand Prix d'Inde à la Formula One Management de changer de date ». De nombreuses équipes souhaitaient néanmoins voir le Grand Prix de Bahreïn en fin de calendrier afin d'être sûres de l'apaisement général dans le pays. Des enquêtes sont en effet toujours en cours à la suite de divers décès lors des manifestations qui ont eu lieu à Sitra,.

### Pirelli demande une réduction de l'allocation en pneumatiques des écuries
Pirelli, unique fournisseur de pneumatiques en Formule 1, est mécontent de l'actuelle réglementation sur l'allocation des pneumatiques des écuries. Chaque pilote dispose de cinq jeux de pneus tendres et de six jeux de pneus durs pour chaque week-end. Or, le dernier train de pneus durs n'est jamais utilisé et Pirelli doit détruire des pneumatiques qui n'ont jamais roulé. Les équipes les plus lentes, qui utilisent en priorité des pneus tendres plus performants, rendent même deux trains de pneus durs totalement neufs à Pirelli à la fin de certains Grands Prix. Paul Hembery, directeur de Pirelli pour le sport automobile, déclare : « Si les équipes veulent garder les mêmes règles, nous irons voir la FIA pour leur dire qu'il ne sert à rien d'avoir six ensembles de l'un et cinq de l'autre. Nous pouvons aussi bien en avoir cinq et cinq. Nous pouvons leur donner les chiffres qui montrent parfaitement qu'elles n'utiliseront pas ce sixième train de pneus durs. Changeons cette règle et économisons de l'argent ».
Soutenu par plusieurs écuries, Pirelli a besoin de l'accord de l'ensemble des douze équipes du plateau pour obtenir un changement rapide de la réglementation : « Nous n'obtiendrons pas cet accord unanime dans l'immédiat mais nous devons y réfléchir. Nous aimerions nous réunir avec les équipes pour leur dire qu'il est inutile que nous apportions des pneus qu'elles n'utiliseront pas. Il faut trouver un compromis car c'est du gâchis et cela n'a pas de sens. La FIA doit avoir un rôle à jouer dans le domaine des règlements et nous avons besoin de son soutien pour que les équipes prennent conscience de cette situation. Le problème est qu'actuellement certaines équipes pensent que ce changement pourrait avantager d'autres équipes »,.

### Pirelli réduit ses limites de tolérance de carrossage

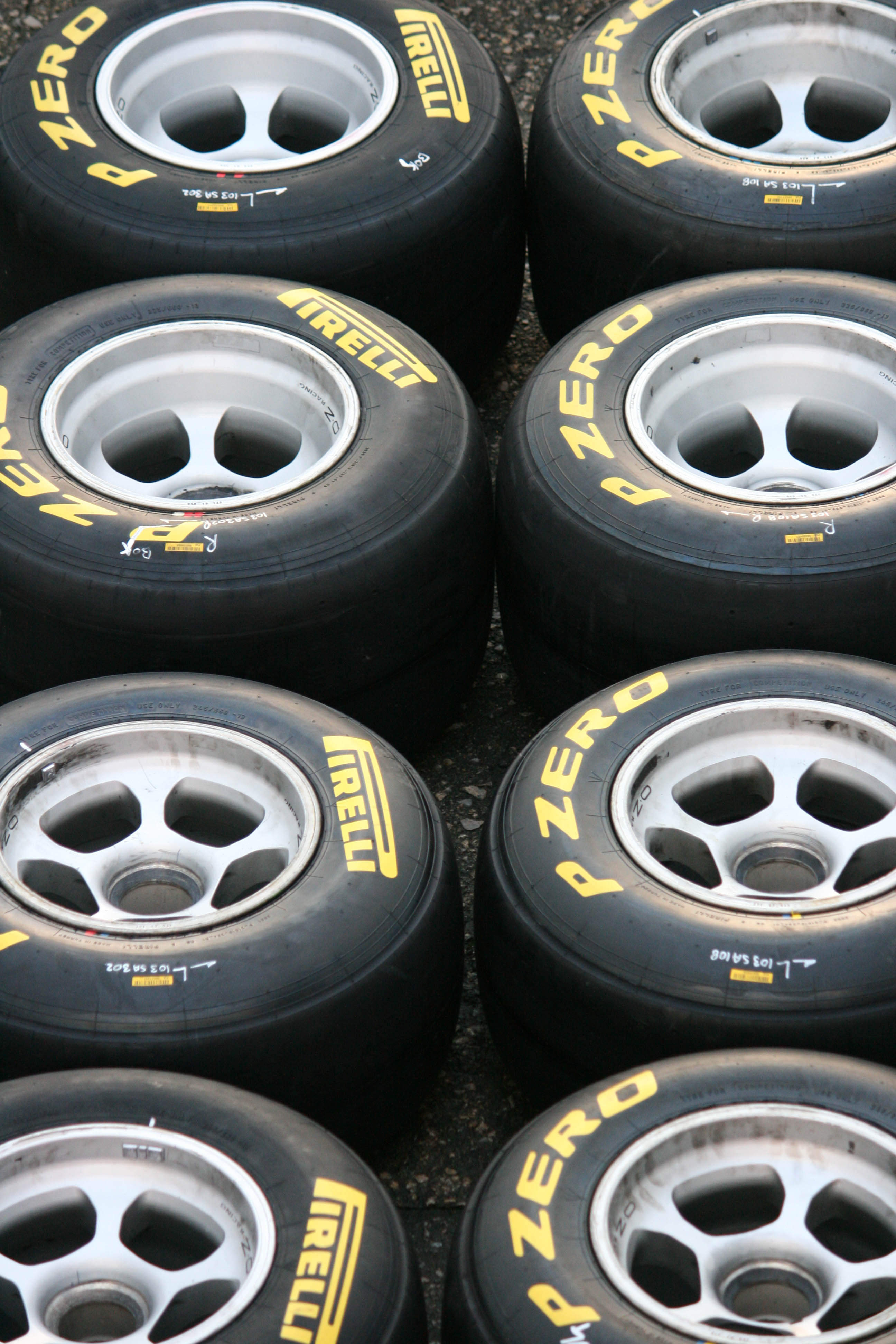
Après la polémique du Grand Prix précédent, Pirelli réussit à imposer réglementairement ses limites de tolérance de sécurité d'usage de ses pneumatiques.

Paul Hembery, patron du département compétition de Pirelli, annonce qu'il a demandé à l'ensemble des équipes engagées de respecter un carrossage maximum inférieur à celui préconisé jusqu'à présent pour éviter un cloquage des pneus et la poursuite d'une polémique apparue lors du dernier Grand Prix à Spa. La limite initialement préconisée par Pirelli était de 4° de contre-carrossage. À Spa, toutes les équipes ont respecté cette recommandation sauf Red Bull Racing qui est montée jusqu'à 4,8° selon Adrian Newey. Avec un angle si important entre les roues et la piste, la bande de roulement intérieure s'échauffe exagérément, jusqu'à provoquer un fort cloquage allant jusqu'à arracher des morceaux de pneus (phénomène dit de blistering).
À Monza, un circuit à hautes vitesses particulièrement exigeant pour les pneus, Pirelli souhaite voir les équipes respecter une limite de 3,75° au lieu de 4° : « Nous avons donné aux équipes une limite un peu plus prudente. D'après nos données, Monza devrait être aussi sévère que Spa dans ce domaine. La météo sera normalement assez bonne pour avoir plus de roulage sur le sec qu'à Spa et avec plus de prudence sur le carrossage, ça ira bien ».
Paul Hembery affirme avoir tiré les leçons de la polémique de Spa mais répète que c'est bien le manque d'essais sur le sec qui a mené à cette situation : « Les équipes poussent à la limite, cela fait partie de la normale mais quand vous voyez des cloques en essais, vous modifiez les réglages. En Belgique, personne n'a pu le voir à cause de la pluie. Cela ne nous a pas aidés et cela n'a pas aidé Red Bull mais nous ne sommes pas en conflit pour autant »,.
Phil Prew, ingénieur en chef de McLaren, déclare : « Il est difficile de dire à quel point cela va nous affecter ainsi que nos principaux rivaux. De toute façon, nous allons travailler avec Pirelli afin d'optimiser les performances du pneu en suivant leurs recommandations. Nous travaillons aussi avec eux pour optimiser la longévité, les temps au tour, la dégradation. Cela fait partie du travail de développement que nous effectuons durant les essais libres de chaque week-end de course. Nous avons fait un travail de préparation afin d'examiner certaines options que ces contraintes de carrossage peuvent imposer et nous avons des solutions qui doivent minimiser l'impact sur les temps au tour. Nous allons faire des tests et travailler avec Pirelli vendredi pour avoir une meilleure compréhension de ces contraintes et réussir notre course ».
Le vendredi 9 septembre, peu avant les premiers essais libres, Pirelli décide de réduire une nouvelle fois sa recommandation concernant la limite de l'angle de carrossage à appliquer aux monoplaces. Après 4,5° en Hongrie et 4° à Spa, 3,25° sont finalement conseillés pour Monza, au lieu des 3,75° proposés précédemment. Les équipes restent libres de ne pas respecter cette recommandation du manufacturier italien, ce qui pourrait faire apparaître des cloques sur les pneus, comme à Spa.
Paul Hembery précise néanmoins avoir pris rendez-vous avec la FIA pour tenter d'imposer réglementairement une limite de carrossage aux écuries : « Nous irons voir la FIA ce soir pour discuter de la question. Nous comprenons parfaitement que les équipes cherchent à atteindre la limite des réglages mais nous estimons avoir émis une recommandation correcte pour Monza. Nous en discuterons donc avec la FIA ce vendredi soir et nous verrons quelle décision ils prendront pour demain »,.
Le samedi 10 septembre, à l'issue de la réunion, la FIA annonce qu'elle accepte la demande de Pirelli. En conséquence, elle procèdera à plusieurs tests après les qualifications afin de vérifier qu'aucune équipe ne dépasse la limite désormais réglementaire de 3,25° de carrossage. Charlie Whiting, délégué technique de la FIA, précise : « Après une discussion avec les team managers (directeurs d'écurie), je peux confirmer que nous vérifierons les angles de carrossage après les qualifications afin de nous assurer que les recommandations émises par Pirelli seront respectées. Toute voiture qui serait en dehors de ces recommandations sera signalée aux commissaires comme enfreignant l'article 2.3 du règlement technique de la Formule 1 »,.

### Aileron arrière ajustable
La FIA introduit deux zones de détection distinctes pour activer l'aileron arrière ajustable (Drag Reduction System ou DRS) à l'occasion du Grand Prix d'Italie. C'est la première fois depuis l'introduction du système, au début de la saison 2011, que deux points de détection sont placés sur un circuit : il y avait deux zones d'activation à Montréal et à Valence mais elles se succédaient et il n'y avait qu'un seul point de détection. En Italie, les pilotes pourront premièrement activer leur aileron arrière ajustable sur la ligne droite de départ et d'arrivée, le point de détection étant placé à la sortie de la Parabolica. Ils pourront ensuite l'utiliser entre le second virage Lesmo et la chicane Ascari, le point de détection étant placé entre les deux Lesmo,,.
Jenson Button déclare : « Ce sera intéressant car la bataille pour les places au freinage d'Ascari a toujours été un défi particulièrement relevé. Le circuit est assez étroit et la vitesse y est élevée, j'ai hâte de voir comment le DRS fonctionnera à ce virage. Il devrait y avoir des manœuvres spectaculaires. Je pense que la première opportunité se fera à la Parabolica où le DRS sera activé juste après pour pouvoir prendre l'avantage dans la ligne droite des stands avant le premier virage »,.

### Titularisation de Bruno Senna chez Renault

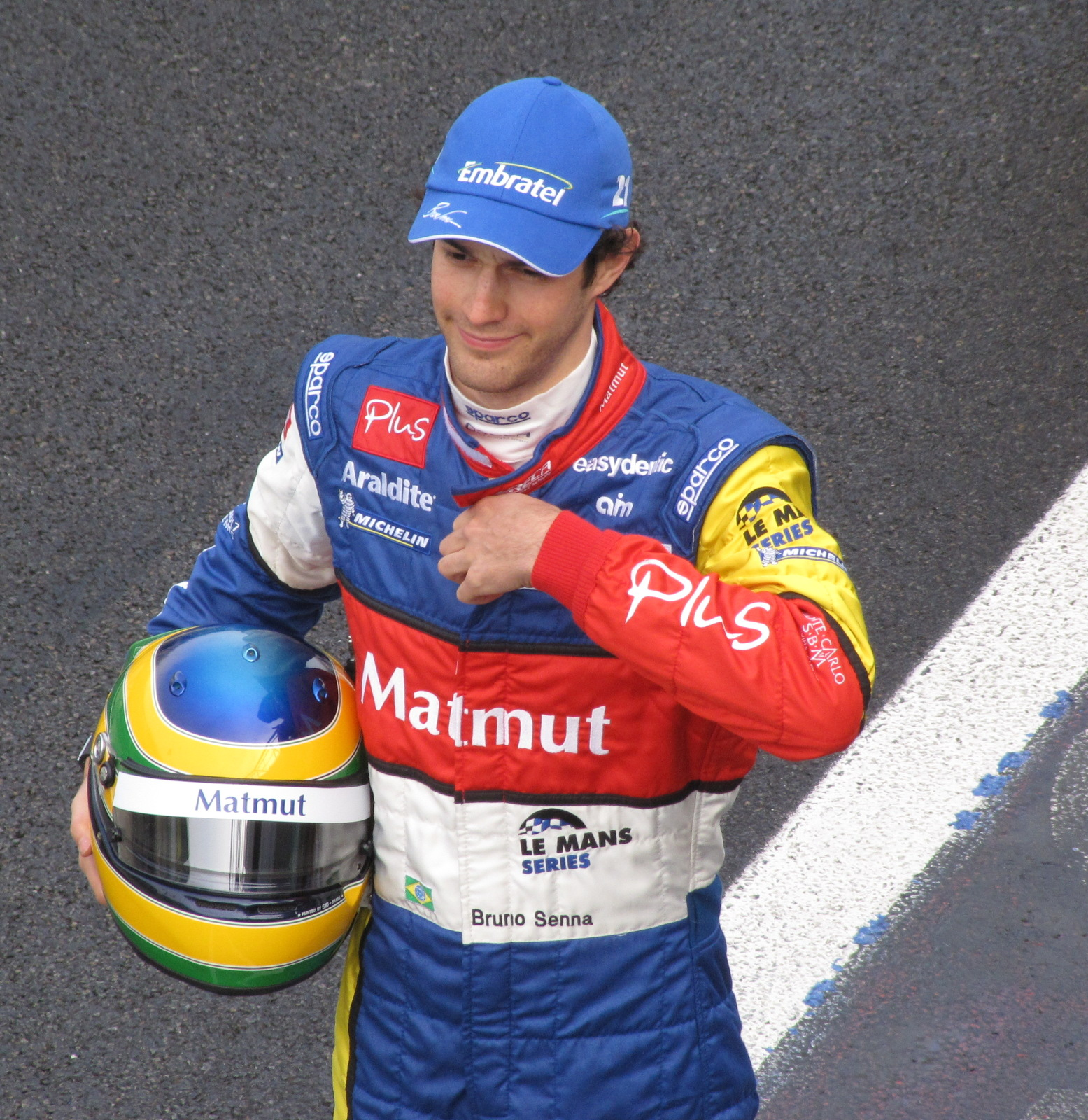
Embratel, commanditaire personnel de Bruno Senna depuis ses débuts en sport automobile, devient sponsor de l'écurie Renault à partir du Grand Prix de Belgique 2011.

Le mercredi 24 août, Renault annonce que Nick Heidfeld est remplacé en tant que pilote titulaire par Bruno Senna avec effet immédiat. Cette annonce mentionne que ce remplacement ne concerne que la course de Spa-Francorchamps,,. Le jeudi 25 août, Bruno Senna confirme en conférence de presse son remplacement de Nick Heidfeld lors du Grand Prix de Belgique mais également en Italie. En raison de problèmes juridiques, le Brésilien n'est pour l'instant certain de disputer que ces deux Grands Prix : « Pour le moment, je suis confirmé pour cette course et la prochaine mais il y a des problèmes juridiques qui doivent être réglés. Je ne peux pas confirmer si je ferai le reste de l'année. L'objectif est de courir jusqu'à la fin du championnat mais on ne peut pas encore le confirmer »,,,. En effet, Heidfeld, toujours sous contrat avec l'équipe, reste décidé à défendre sa position au sein de l'écurie, fort d'une clause de performance inscrite dans son contrat de remplacement de Robert Kubica.
Le vendredi 2 septembre, l'équipe Renault annonce que Bruno Senna conservera son volant de pilote titulaire pour le reste de la saison aux côtés de Vitaly Petrov. Cette annonce met un terme aux spéculations voulant que Romain Grosjean puisse disputer certains Grands Prix de la phase finale de la saison. Cette officialisation marque la fin de l'association entre Renault et Nick Heidfeld, l'équipe annonçant qu'un accord à l'amiable a été trouvé entre les deux parties. Éric Boullier, directeur de l'écurie, déclare : « Notre désaccord avec Nick a été le sujet d'une large couverture médiatique dernièrement. Aussi nous sommes heureux d'avoir trouvé une solution rapide et correcte. Le processus de séparation a été douloureux et aucun de nous ne souhaitait passer par une autre procédure juridique. Nous sommes reconnaissants à Nick pour l'estimable contribution qu'il a apportée à l'équipe. Nous avons passé de bons moments ensemble, en particulier notre podium en Malaisie. C'est un pilote très fort et déterminé et nous lui souhaitons toute la réussite possible dans le futur »,. Le pilote allemand mis à pied révèle : « Évidemment, je suis déçu de quitter Lotus Renault GP au milieu de la saison. Je pensais pouvoir toujours apporter une importante contribution à l’équipe mais il faut regarder les choses en face et maintenant je dois me tourner vers l'avenir. Nous avons pris la bonne décision en mettant fin à notre collaboration. Je voudrais souhaiter à tous les amis que j'ai connus à Enstone une fin de saison pleine de succès. Une chose est certaine, je serai bientôt de retour au plus haut niveau ».
Le mercredi 7 septembre, Lotus Renault GP annonce qu'elle unit ses forces avec l'opérateur de télécommunication brésilien Embratel, commanditaire personnel de Bruno Senna, jusqu'à la fin de la saison. Apposé dès le Grand Prix d'Italie, le logo d'Embratel est visible à l'arrière des pontons des Renault R31, sur les côtés du casque de Bruno Senna, sur sa casquette et le haut de sa combinaison. José Formoso, président d'Embratel, déclare : « Chez Embratel, nous sommes fiers d'être partenaires de Lotus Renault GP et Bruno Senna en Formule 1. En plus de la marque Embratel, les Brésiliens ramènent le nom de Senna en Formule 1 et c'est évidemment une profonde émotion pour les Brésiliens passionnés de Formule 1 »,,.

### Avenir de Narain Karthikeyan
Faute de ressources financières suffisantes, le pilote indien Narain Karthikeyan a cédé son baquet chez HRT à l'Australien Daniel Ricciardo en juillet mais pourrait le récupérer lors du Grand Prix automobile d'Inde 2011 du 28 au 30 octobre. Karthikeyan a en effet trouvé un commanditaire pour financer sa participation à sa course nationale : « Je veux piloter en Formule 1 le plus longtemps possible. C'est le sommet du sport automobile et c'est donc ce que je veux essayer de faire ». Karthikeyan a signé un contrat avec la société indienne Hero Motors, un fabricant de motocyclettes dont les logos apparaîtront sur les monoplaces de l'équipe HRT à la fin du mois d'octobre. Karthikeyan ajoute : « C'est un accord sur le long terme avec Hero Motors. L'exposition médiatique du Grand Prix d'Inde me sera aussi profitable et devrait me permettre de trouver un budget pour l'année prochaine »,.

### McLaren se sépare de Daimler-Benz
Une convention entre Daimler-Benz AG et McLaren Technology Group indique que les 11 % dont dispose la division automobile du groupe Daimler doivent être repris par l'équipe anglaise avant le 31 décembre 2011. En 2010, le porte-parole de McLaren a indiqué au journal The Independent qu' « un prêt souscrit chez HSBC, en plus de permettre un renforcement des installations, aiderait à racheter les dernières actions Daimler d'ici à la fin 2011 ».
McLaren Group vient de souscrire un prêt de 50 millions d'euros auprès de la banque HSBC pour le rachat des 11 % de parts (soit 55 millions d'euros) de Daimler Mercedes-Benz encore détenu dans le capital et assurer le développement de l'usine de McLaren Automotive. C'est la première fois que la société s'endette depuis 2003. Le prêt est garanti sur la propriété intellectuelle, des liquidités, des terrains et l'usine de Woking.

### Nouveau partenariat pour la Scuderia Toro Rosso
La Scuderia Toro Rosso confirme les rumeurs persistantes de la semaine passée en annonçant un contrat de partenariat financier avec Cepsa, une compagnie pétrolière espagnole, dès le Grand Prix d'Italie. Ce contrat confirme le renforcement des liens entre l'écurie et Abou Dabi puisque Cepsa est la propriété des sociétés IPIC (International Petroleum Investment Company) et Aabar qui sponsorise déjà Toro Rosso via une autre de ses sociétés, la banque suisse d'investissements Falcon. Franz Tost déclare : « Pour construire l'équipe, avoir plus de personnel et améliorer les performances, on a aussi besoin d'un peu plus d'argent. Avec une meilleure position au championnat des constructeurs, nous aurons aussi davantage de rentrées d’argent mais en même temps nous allons aussi le dépenser… »
Ce partenariat renforce la rumeur selon laquelle la Scuderia Toro Rosso serait vendue en fin de saison à IPIC qui possède déjà des intérêts dans de nombreuses entreprises comme la banque privée suisse Falcon. IPIC compte utiliser la Formule 1 pour promouvoir la compagnie pétrolière Cepsa rachetée à Total.

## Essais libres

### Vendredi matin, séance de 10 h
| Pos. | Pilote           | Voiture              | Chrono         | Écart     |
| ---- | ---------------- | -------------------- | -------------- | --------- |
| 1    | Lewis Hamilton   | McLaren-Mercedes     | 1 min 23 s 865 |           |
| 2    | Jenson Button    | McLaren-Mercedes     | 1 min 24 s 786 | + 0 s 921 |
| 3    | Sebastian Vettel | Red Bull-Renault     | 1 min 25 s 231 | + 1 s 366 |
| 4    | Mark Webber      | Red Bull-Renault     | 1 min 25 s 459 | + 1 s 549 |
| 5    | Adrian Sutil     | Force India-Mercedes | 1 min 26 s 550 | + 2 s 685 |
| 6    | Vitaly Petrov    | Renault              | 1 min 26 s 625 | + 2 s 760 |

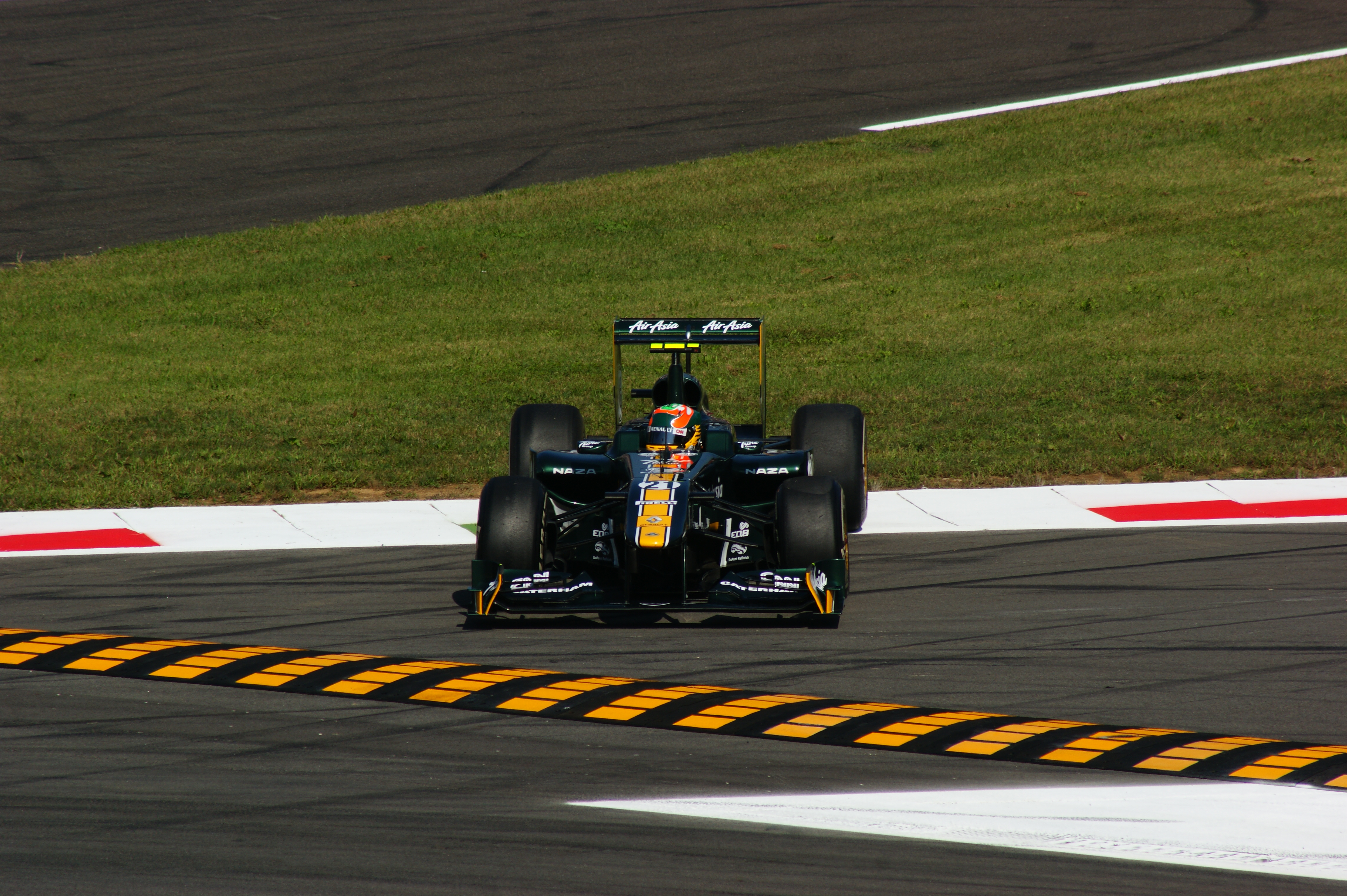
Karun Chandhok, ici en difficulté, pilote essayeur chez Team Lotus, a remplacé Jarno Trulli lors de cette séance d'essais.

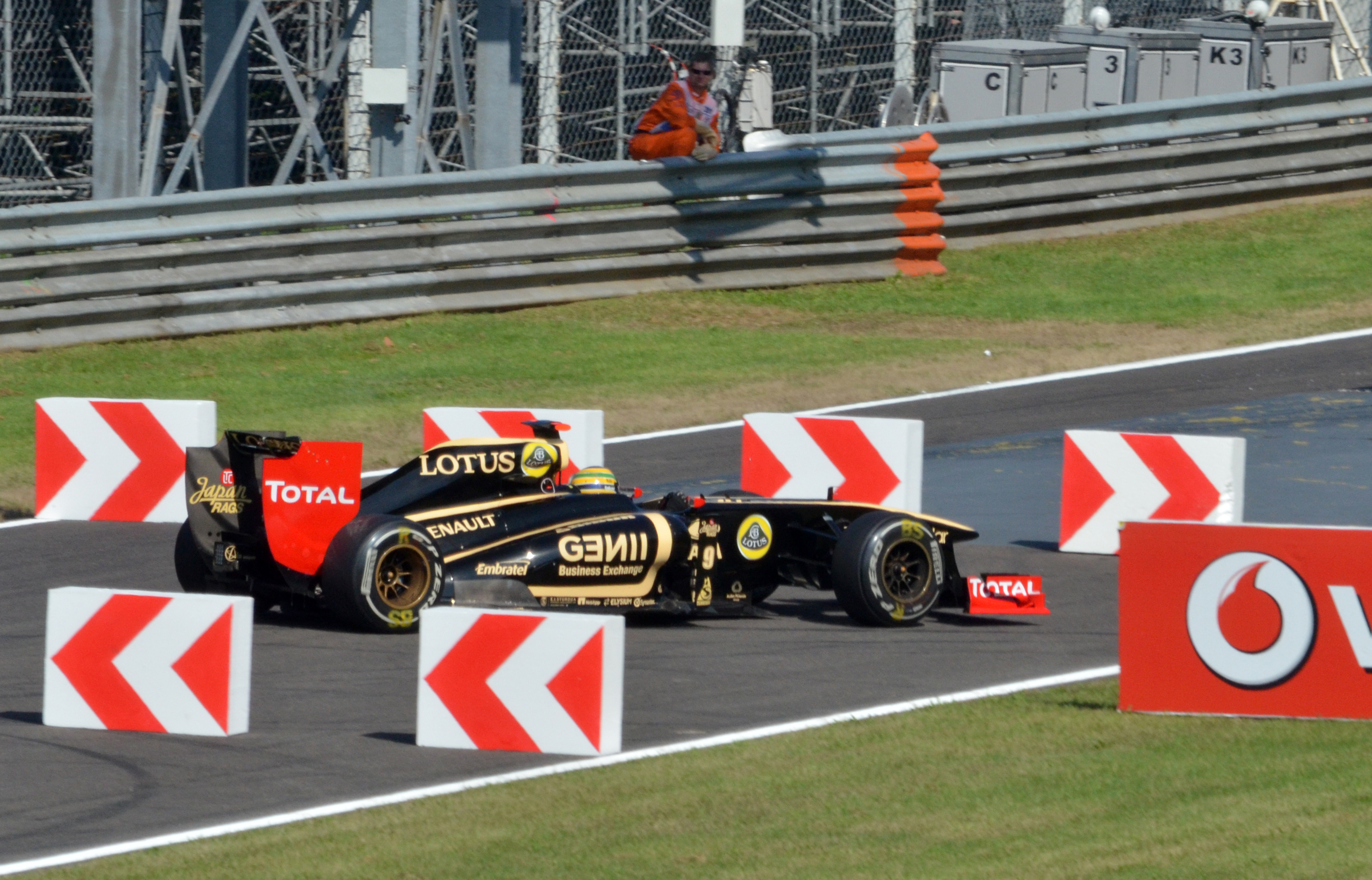
Bruno Senna, dans l'échappatoire de la chicane Rettifilo lors de la première séance d'essais libres.

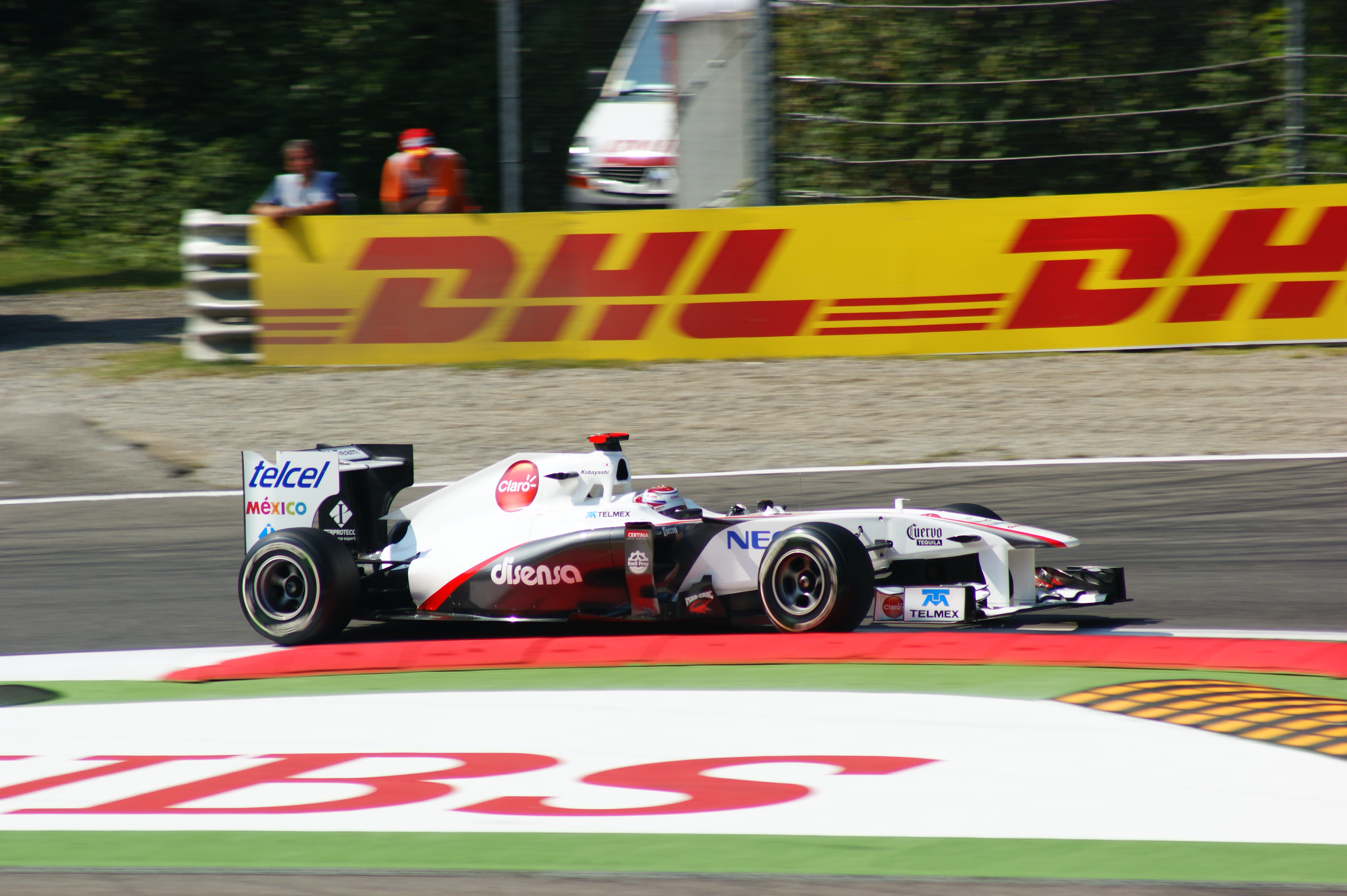
Kamui Kobayashi à Monza en 2011.

Pour la première fois, Renault a enfreint le couvre-feu imposé par la FIA depuis le début de la saison. Chaque équipe dispose de quatre « jokers » qui permettent de ne pas respecter le temps de repos de six heures consécutives imposé aux mécaniciens pendant la nuit. La FIA précise dans un communiqué que « […] la nuit dernière, le personnel de l'équipe Lotus Renault GP responsable de l'exploitation de la voiture se trouvait dans l'enceinte du circuit durant la période de couvre-feu de six heures qui débutait à 1 h 0, vendredi 9 septembre, soit neuf heures avant le départ programmé de la première séance d'essais libres. Il s'agit de la première des quatre dérogations autorisées à l'équipe Lotus Renault GP durant la saison 2011 du championnat du monde de Formule 1 et par conséquent aucune action n'a dû être prise ».
Au départ de la première séance d'essais libres du Grand Prix d'Italie, le soleil brille, la température ambiante est de 19 °C et celle de la piste est de 24 °C. Les pilotes s'élancent immédiatement pour un premier tour d'installation afin de tester la configuration aérodynamique des monoplaces, spécifique à ce circuit très rapide. Jérôme d'Ambrosio signe le premier tour chronométré en 1 min 43 s 577 après un quart d'heure,,.
Un quart d'heure plus tard, Daniel Ricciardo améliore ce temps à trois reprises en 1 min 34 s 675, 1 min 33 s 223 puis 1 min 32 s 124. Karun Chandhok doit rejoindre son stand avec une Lotus T128 en proie à des problèmes techniques. Une demi-heure plus tard, son coéquipier Heikki Kovalainen accuse les mêmes difficultés mais ne parvient pas à atteindre son stand,,.
Plusieurs pilotes se relaient ensuite en tête du classement. Jaime Alguersuari, qui vient de sortir son premier album de musique électronique Organic Life, améliore à quatre reprises le meilleur temps (1 min 29 s 779, 1 min 28 s 185, 1 min 27 s 650 et 1 min 27 s 224). Sebastian Vettel tourne en 1 min 26 s 381 puis en 1 min 25 s 914. À quarante minutes de la fin de la séance, Lewis Hamilton signe deux tours en 1 min 25 s 203 puis 1 min 24 s 512. Alors qu'il ne reste que trois minutes, le Britannique améliore encore son meilleur temps à deux reprises en 1 min 24 s 127 et finalement en 1 min 23 s 865, meilleur temps de cette séance. Son coéquipier Jenson Button lui concède moins d'une seconde, terminant à neuf dixièmes. En fin de session, Jérôme d'Ambrosio est victime d'ennuis de moteur, tandis que son coéquipier Timo Glock n'a pris la piste qu'en fin de séance, parcourant seulement douze tours,,.
Michael Schumacher écope d'une amende de 400 euros pour avoir dépassé la vitesse maximum autorisée dans la voie des stands. Il a été mesuré à 62 km/h, deux de plus que le maximum autorisé par l'article 30.12 du règlement sportif de la Formule 1.
- Karun Chandhok, pilote essayeur chez Team Lotus, a remplacé Jarno Trulli lors de cette séance d'essais.
- Nico Hülkenberg, pilote essayeur chez Force India, a remplacé Paul di Resta lors de cette séance d'essais.

### Vendredi après-midi, séance de 14 h
| Pos. | Pilote             | Voiture          | Chrono         | Écart     |
| ---- | ------------------ | ---------------- | -------------- | --------- |
| 1    | Sebastian Vettel   | Red Bull-Renault | 1 min 24 s 010 |           |
| 2    | Lewis Hamilton     | McLaren-Mercedes | 1 min 24 s 046 | + 0 s 036 |
| 3    | Michael Schumacher | Mercedes         | 1 min 24 s 347 | + 0 s 337 |
| 4    | Felipe Massa       | Ferrari          | 1 min 24 s 366 | + 0 s 356 |
| 5    | Fernando Alonso    | Ferrari          | 1 min 24 s 433 | + 0 s 423 |
| 6    | Mark Webber        | Red Bull-Renault | 1 min 24 s 468 | + 0 s 458 |

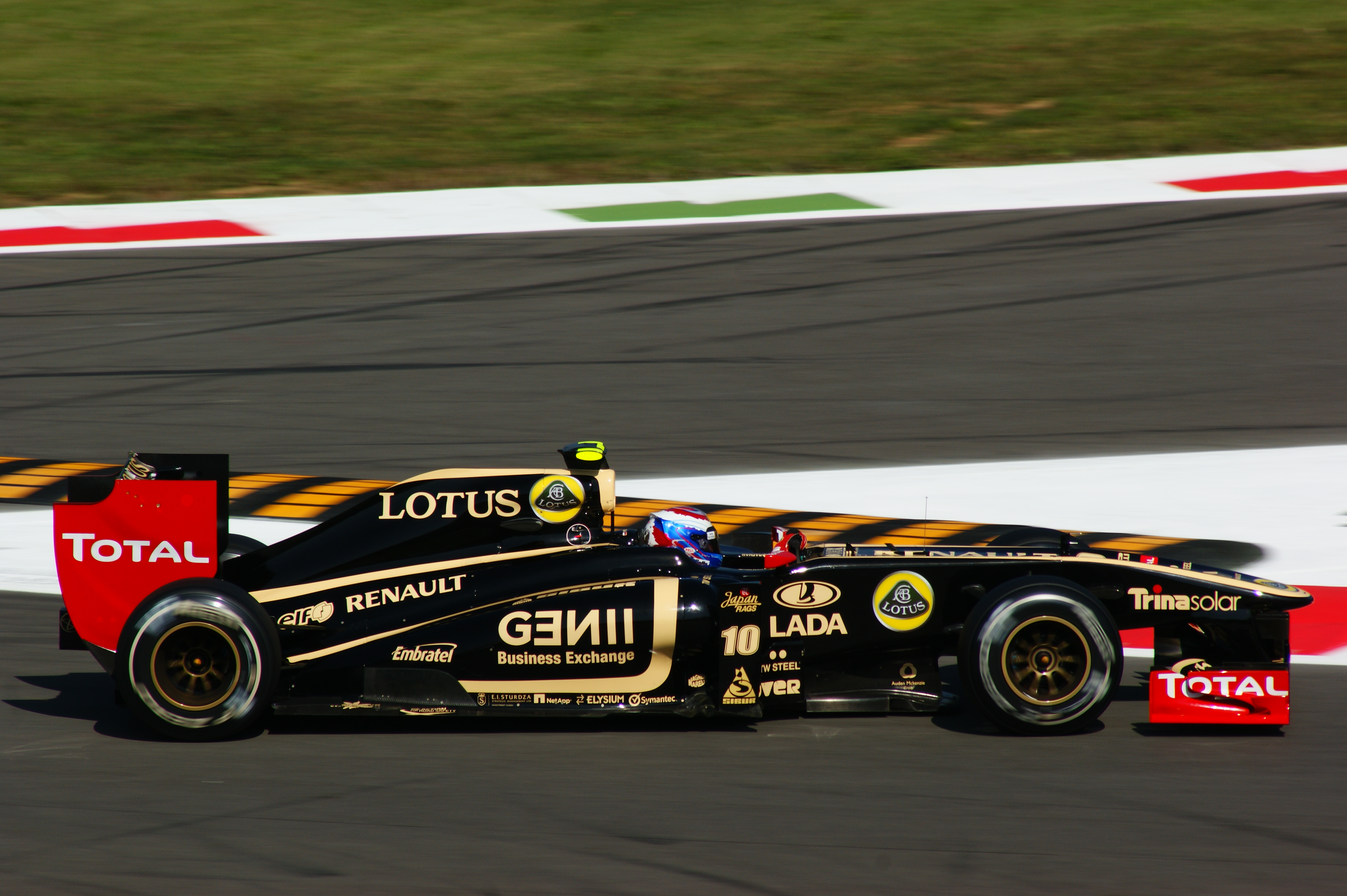
Vitaly Petrov sur Renault R31 à Monza en 2011.

Le ciel brille toujours au départ de la deuxième séance d'essais libres. La température ambiante est montée à 28 °C et la piste est à 40 °C. Comme le matin, les pilotes s'élancent très vite en piste et Jaime Alguersuari boucle le premier tour chronométré en 1 min 28 s 705, temps immédiatement battu par Vitaly Petrov en 1 min 27 s 236,,.
Sergio Pérez prend la tête grâce à deux tours bouclés en 1 min 26 s 760 puis 1 min 26 s 594. Lewis Hamilton améliore en 1 min 26 s 507 lorsque Sébastien Buemi sort de la piste dans la Parabolica : s'il tape assez fort le muret de pneus, il s'en sort sans dommage. Quelques minutes plus tard, Jenson Button s'installe en tête du classement en 1 min 25 s 905,,.
Sebastian Vettel signe alors une série de tours très rapides et améliore le meilleur temps à cinq reprises (1 min 25 s 635, 1 min 25 s 510, 1 min 25 s 134 1 min 24 s 866 et finalement 1 min 24 s 862). À cinquante minutes de la fin de la séance, les pneus tendres font leur apparition en piste : Michael Schumacher prend la tête en 1 min 24 s 816 et 1 min 24 s 347. Son temps est battu par Hamilton (1 min 24 s 046) puis par Vettel (1 min 24 s 010). Bien que Lewis Hamilton soit en pneus tendres, il est moins rapide que le matin lorsqu'il était en pneus durs,.
L'équipe Williams est pénalisée de 5 000 euros pour avoir contrevenu à l'article 25.4 du règlement sportif de la FIA concernant l'allocation en pneumatiques sur la voiture de Rubens Barrichello. Le règlement précise que trois trains de pneus sont alloués à chaque pilote pour la première journée d'essais libres du vendredi, deux trains de pneus durs et un train de pneus tendres, et que les pilotes n'ont pas le droit d'utiliser un des autres trains de pneus alloués pour la suite du week-end, ce qui a été fait pour le pilote brésilien.
Bruno Senna écope d'une amende de 3 200 euros pour avoir dépassé la vitesse maximum autorisée dans la voie des stands. Il a été mesuré à 76 km/h, seize de plus que le maximum autorisé par l’article 30.12 du règlement sportif de la Formule 1. Une demi-heure après sa première faute, le Brésilien dépasse à nouveau, de 21,7 km/h, la vitesse maximale autorisée dans la ligne des stands. S'agissant de sa seconde infraction de la journée, la FIA double l'amende initiale qui passe à 6 400 euros et y ajoute le même montant pour la deuxième infraction, soit une amende totale de 12 800 euros.

### Samedi matin, séance de 11 h
| Pos. | Pilote           | Voiture          | Chrono         | Écart     |
| ---- | ---------------- | ---------------- | -------------- | --------- |
| 1    | Sebastian Vettel | Red Bull-Renault | 1 min 23 s 170 |           |
| 2    | Mark Webber      | Red Bull-Renault | 1 min 23 s 534 | + 0 s 364 |
| 3    | Felipe Massa     | Ferrari          | 1 min 23 s 668 | + 0 s 498 |
| 4    | Lewis Hamilton   | McLaren-Mercedes | 1 min 23 s 741 | + 0 s 571 |
| 5    | Jenson Button    | McLaren-Mercedes | 1 min 23 s 787 | + 0 s 617 |
| 6    | Nico Rosberg     | Mercedes         | 1 min 23 s 875 | + 0 s 705 |

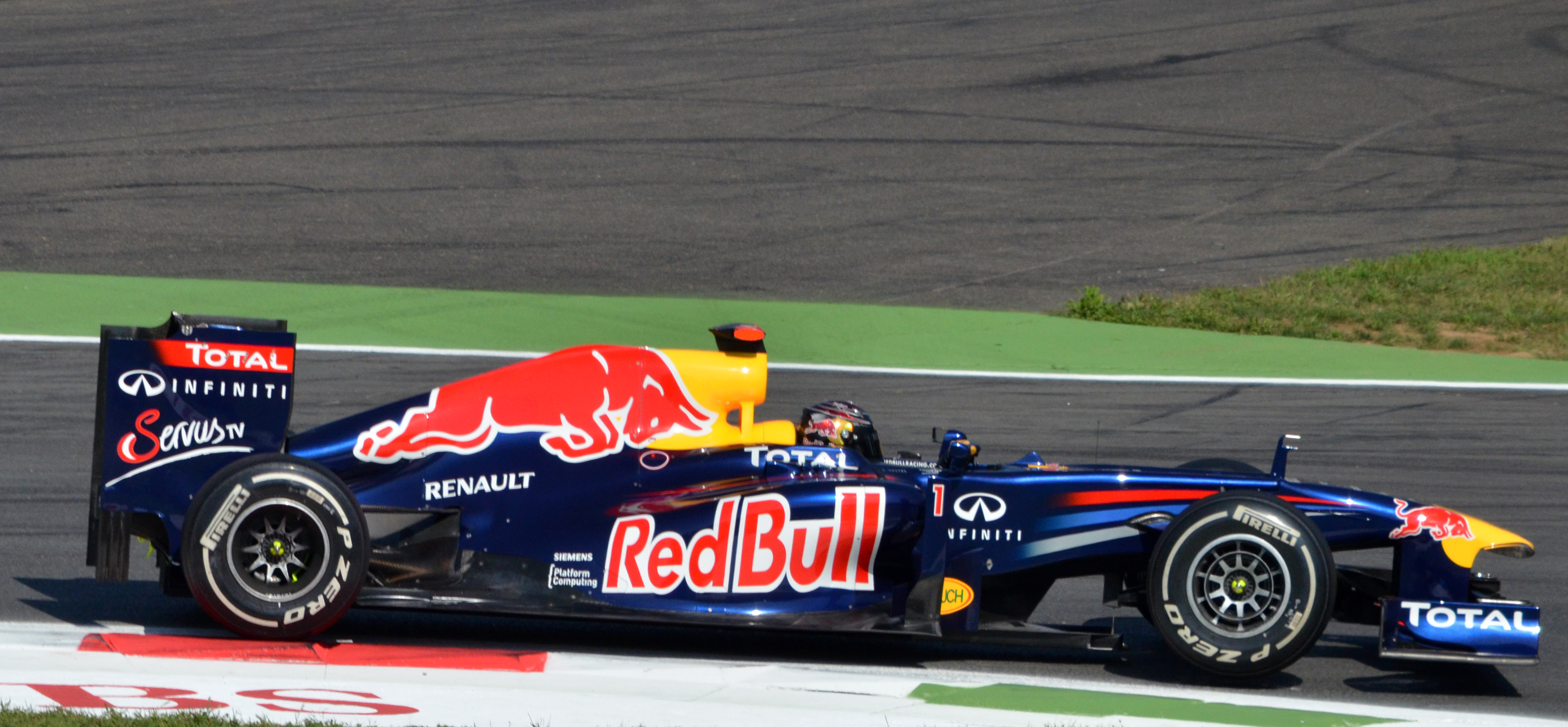
Sebastian Vettel lors des essais libres à Monza en 2011.

Le soleil brille encore au départ de la dernière séance d'essais libres. La température ambiante est de 27 °C et la piste est à 29 °C. Les pilotes s'élancent immédiatement en piste pour un premier tour d'installation mais il faut attendre un quart d'heure pour que Jérôme d'Ambrosio signe le premier tour lancé en 1 min 32 s 578,,.
Plusieurs pilotes se relaient ensuite en tête du classement. Heikki Kovalainen tourne en 1 min 29 s 327, son coéquipier Jarno Trulli en 1 min 28 s 936. Michael Schumacher améliore à deux reprises (1 min 26 s 943 puis 1 min 26 s 153) et son coéquipier Nico Rosberg fait de même 1 min 24 s 957 et 1 min 24 s 688,.
Jenson Button signe un tour en 1 min 24 s 489 mais est battu par les deux pilotes Red Bull Racing : Mark Webber tourne en 1 min 24 s 468 et Sebastian Vettel en 1 min 24 s 000. À trente minutes du drapeau à damier, les premiers pilotes entrent en piste avec des pneus tendres et Nico Rosberg prend la tête en 1 min 23 s 875. En fin de séance, grâce aux pneus tendres, Felipe Massa prend le commandement en 1 min 23 s 668 mais et battu en deux temps par Webber (1 min 23 s 569 puis 1 min 23 s 534) et Vettel (1 min 23 s 170),,.

## Séance de qualifications

### Résultats des qualifications

#### Session Q1
Un soleil éclatant brille à quelques minutes du début de la séance qualificative du Grand Prix. La température ambiante est de 29 °C et celle de la piste est de 43 °C. Les pilotes s'élancent en piste dès le début de la session, ceux des équipes les moins performantes en pneus tendres pour accroître leurs chances, ceux des écuries de pointe en pneus durs.
Jarno Trulli établit le premier temps de référence en 1 min 33 s 967, temps rapidement amélioré par Timo Glock en 1 min 28 s 466 puis par Adrian Sutil en 1 min 28 s 003. Son coéquipier Paul di Resta tourne alors en 1 min 27 s 811 quand Jaime Alguersuari passe sous les 1 min 27 s (1 min 26 s 610).
Jenson Button améliore de près de deux secondes (1 min 24 s 872) mais son coéquipier Lewis Hamilton fait encore mieux (1 min 24 s 476). Sebastian Vettel prend alors la tête en 1 min 24 s 002 mais est finalement battu par Hamilton en 1 min 23 s 976.
Lors de cette session, Pastor Maldonado est sorti de la piste devant l'entrée dans la voie des stands à dix minutes du terme. Le Vénézuélien a actionné son aileron arrière ajustable un peu trop tôt et, faute d'appui suffisant, a perdu le contrôle de sa monoplace. S'il arrache son aileron avant en heurtant le mur, il réussit à reprendre la piste et à se qualifier pour la seconde partie des qualifications,.
Les sept pilotes éliminés sont Daniel Ricciardo, Vitantonio Liuzzi, Jérôme d'Ambrosio, Timo Glock, Heikki Kovalainen, Jarno Trulli et Jaime Alguersuari,.

#### Session Q2
Les dix-sept pilotes qualifiés pour cette séance chaussent tous des pneus tendres pour éviter une élimination prématurée. Pastor Maldonado signe le premier tour lancé en 1 min 26 s 716.
Bruno Senna améliore en 1 min 24 s 715 mais son temps est battu par Jenson Button (1 min 23 s 427) et Sebastian Vettel à deux reprises (1 min 23 s 105 puis 1 min 22 s 914).
Dans les dernières minutes, les sept premiers de la session (Vettel, Button, Nico Rosberg, Fernando Alonso, Mark Webber, Michael Schumacher et Felipe Massa) rentrent dans leur stand, laissant les autres se disputer les dernières places qualificatives. Vitaly Petrov, qui n'est pourtant que neuvième, tente un pari risqué en rentrant lui aussi au stand pour économiser un train de pneus pour la course.
Les sept pilotes éliminés sont Sébastien Buemi, Kamui Kobayashi, Pastor Maldonado, Rubens Barrichello, Sergio Pérez, Paul di Resta et Adrian Sutil,.

#### Session Q3
Les pilotes Ferrari sont les premiers à s'élancer dans cette phase finale de qualification. Felipe Massa, qui devance son coéquipier Fernando Alonso, lui fait bénéficier du phénomène d'aspiration aérodynamique et Alonso signe le premier tour lancé. Son temps est très vite battu par Jenson Button, Lewis Hamilton et Sebastian Vettel qui boucle son premier tour lancé en 1 min 22 s 613,.
Nico Rosberg choisit de prendre la piste en pneus durs pour économiser des pneus tendres pour la course tandis que Bruno Senna décide de ne pas prendre part à cette session.
Personne ne parvient à battre le temps de Vettel, sinon lui-même qui améliore en 1 min 22 s 275. Le pilote allemand décroche donc la pole position devant Hamilton, Button, Alonso et Mark Webber,,.

### Grille de départ

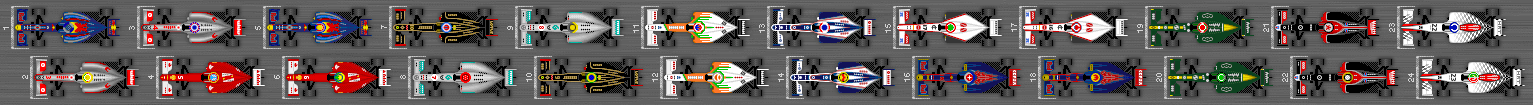
La grille de qualification et de départ du Grand Prix d'Italie 2011.

| Pos.                                                                                      | Pilote                  | Écurie               | Qualifications 1 | Qualifications 2 | Qualifications 3 |
| ----------------------------------------------------------------------------------------- | ----------------------- | -------------------- | ---------------- | ---------------- | ---------------- |
| 1                                                                                         | Sebastian Vettel SREC   | Red Bull-Renault     | 1 min 24 s 002   | 1 min 22 s 914   | 1 min 22 s 275   |
| 2                                                                                         | Lewis Hamilton SREC     | McLaren-Mercedes     | 1 min 23 s 976   | 1 min 23 s 172   | 1 min 22 s 725   |
| 3                                                                                         | Jenson Button SREC      | McLaren-Mercedes     | 1 min 24 s 013   | 1 min 23 s 031   | 1 min 22 s 777   |
| 4                                                                                         | Fernando Alonso SREC    | Ferrari              | 1 min 24 s 134   | 1 min 23 s 342   | 1 min 22 s 841   |
| 5                                                                                         | Mark Webber SREC        | Red Bull-Renault     | 1 min 24 s 148   | 1 min 23 s 387   | 1 min 22 s 972   |
| 6                                                                                         | Felipe Massa SREC       | Ferrari              | 1 min 24 s 523   | 1 min 23 s 681   | 1 min 23 s 188   |
| 7                                                                                         | Vitaly Petrov SREC      | Renault              | 1 min 24 s 486   | 1 min 23 s 741   | 1 min 23 s 530   |
| 8                                                                                         | Michael Schumacher SREC | Mercedes             | 1 min 25 s 108   | 1 min 23 s 671   | 1 min 23 s 777   |
| 9                                                                                         | Nico Rosberg SREC       | Mercedes             | 1 min 24 s 550   | 1 min 23 s 335   | 1 min 24 s 477   |
| 10                                                                                        | Bruno Senna SREC        | Renault              | 1 min 24 s 914   | 1 min 24 s 157   | Pas de temps     |
| 11                                                                                        | Paul di Resta SREC      | Force India-Mercedes | 1 min 24 s 574   | 1 min 24 s 163   |                  |
| 12                                                                                        | Adrian Sutil SREC       | Force India-Mercedes | 1 min 24 s 595   | 1 min 24 s 209   |                  |
| 13                                                                                        | Rubens Barrichello SREC | Williams-Cosworth    | 1 min 24 s 975   | 1 min 24 s 648   |                  |
| 14                                                                                        | Pastor Maldonado SREC   | Williams-Cosworth    | 1 min 24 s 798   | 1 min 24 s 726   |                  |
| 15                                                                                        | Sergio Pérez SREC       | Sauber-Ferrari       | 1 min 25 s 113   | 1 min 24 s 845   |                  |
| 16                                                                                        | Sébastien Buemi SREC    | Toro Rosso-Ferrari   | 1 min 25 s 164   | 1 min 24 s 932   |                  |
| 17                                                                                        | Kamui Kobayashi SREC    | Sauber-Ferrari       | 1 min 24 s 879   | 1 min 25 s 065   |                  |
| 18                                                                                        | Jaime Alguersuari SREC  | Toro Rosso-Ferrari   | 1 min 25 s 334   |                  |                  |
| 19                                                                                        | Jarno Trulli            | Team Lotus-Renault   | 1 min 26 s 647   |                  |                  |
| 20                                                                                        | Heikki Kovalainen       | Team Lotus-Renault   | 1 min 27 s 184   |                  |                  |
| 21                                                                                        | Timo Glock              | Virgin-Cosworth      | 1 min 27 s 591   |                  |                  |
| 22                                                                                        | Jérôme d'Ambrosio       | Virgin-Cosworth      | 1 min 27 s 609   |                  |                  |
| 23                                                                                        | Daniel Ricciardo        | HRT-Cosworth         | 1 min 28 s 054   |                  |                  |
| 24                                                                                        | Vitantonio Liuzzi       | HRT-Cosworth         | 1 min 28 s 231   |                  |                  |
| Temps minimal à réaliser pour la qualification : 1 min 29 s 854 (107 % de 1 min 23 s 976) |                         |                      |                  |                  |                  |

## Course

### Déroulement de l'épreuve
Le soleil est au rendez-vous au départ du Grand Prix d'Italie, la température ambiante est de 29 °C et celle de la piste est de 41 °C. Sebastian Vettel est en pole position, Lewis Hamilton à ses côtés en première ligne, Jenson Button et Fernando Alonso sur la deuxième ligne. Parmi les dix premiers, seuls Nico Rosberg et Bruno Senna sont en pneus durs. À l'extinction des feux, Fernando Alonso prend un excellent départ et s'engouffre en tête dans le premier virage en mettant ses deux roues droites dans l'herbe lors de sa lutte contre Hamilton et Vettel,,.
À l'arrière, Vitantonio Liuzzi perd le contrôle de sa monoplace qui glisse dans l'herbe et revient en piste au niveau de la chicane où le peloton vient de s'engouffrer : l'accrochage implique notamment Vitaly Petrov, Nico Rosberg, Kamui Kobayashi, Rubens Barrichello. Petrov et Rosberg abandonnent tandis que les autres pilotes doivent rentrer aux stands afin de faire réparer leurs monoplaces. Jérôme d'Ambrosio abandonne également à la suite d'une casse de sa boîte de vitesses. La voiture de sécurité entre immédiatement en action ; derrière elle, Alonso précède Vettel, Hamilton, Michael Schumacher, Felipe Massa, Button, Mark Webber, Paul di Resta, Pastor Maldonado, Sergio Pérez, Jaime Alguersuari, Heikki Kovalainen, Jarno Trulli, Timo Glock, Sébastien Buemi, Adrian Sutil, Bruno Senna, Kobayashi et Barrichello.
La course est relancée au troisième tour et Sebastian Vettel attaque immédiatement Alonso tandis que Schumacher dépasse Hamilton. Quelques secondes plus tard, dans la chicane, Webber accroche Massa qui part en tête-à-queue. Webber arrache son aileron avant qui se coince sous son fond plat. L'Australien n'a pas le temps de rentrer à son stand pour réparer sa monoplace car, privé d'appui, il sort de la piste dans la Parabolica et s'encastre dans un muret de pneus,. Peu après, son équipier Vettel dépasse Alonso en mettant lui aussi ses deux roues dans l'herbe. Au septième passage, Vettel devance Alonso, Schumacher, Hamilton, Button, Maldonado, Pérez, Massa, di Resta et Alguersuari tandis qu'Adrian Sutil abandonne sur problème mécanique,,.
Au dixième tour, Vettel possède plus de six secondes d'avance sur Alonso et huit secondes d'avance sur le duo Schumacher/Hamilton. La Mercedes de Schumacher est plus rapide que la McLaren et, même en actionnant son aileron arrière ajustable, Hamilton n'arrive pas à doubler son adversaire et reste bloqué dans son sillage. Au treizième tour, Hamilton dépasse Schumacher mais l'Allemand le double à nouveau quelques centaines de mètres plus loin. Pendant ce temps, Jenson Button refait son écart sur le duo et roule dans les échappements de son coéquipier. Hamilton essaie à nouveau de dépasser Schumacher et met deux roues dans l'herbe : Button profite de cette erreur pour le dépasser et double Schumacher dans la foulée,.
Schumacher et Buemi changent de pneus au seizième tour, Button au tour suivant, Hamilton et Kobayashi au dix-huitième, Alonso, Maldonado et Senna au dix-neuvième, Vettel et Alguersuari au vingtième, Massa au vingt-et-unième. Après ce changement de pneus, Lewis Hamilton se retrouve derrière Schumacher et tente à nouveau de le doubler, sans succès. Au vingt-cinquième tour, Vettel devance Alonso de 12 secondes, Button de 13 s, Schumacher et Hamilton de 20 s, Massa de 34 s ; suivent Pérez, di Resta, Alguersuari, Buemi, Maldonado et Senna.
Kamui Kobayashi abandonne au vingt-et-unième tour et son coéquipier Sergio Pérez onze boucles plus tard. La déception est particulièrement grande pour le Mexicain qui visait la septième place du classement,. Di Resta change de pneus au trente-deuxième tour, Button et Barrichello au suivant, Alonso et Hamilton au trente-quatrième, Vettel au trente-cinquième, Schumacher et Maldonado au trente-septième, Buemi et Senna au quarantième, Massa et Alguersuari au tour suivant. Pendant ces changements de pneus, Button prend sur la piste l'avantage sur Alonso. Au trente-neuvième tour Daniel Ricciardo abandonne et, au quarante-deuxième tour, Vettel a quinze secondes d'avance sur Button ; suivent Alonso, Hamilton, Schumacher, Massa, Alguersuari, di Resta, Buemi, Senna, Maldonado, Barrichello, Kovalainen, Trulli et Glock. Bruno Senna attaque alors Buemi et prend l'avantage peu avant le drapeau à damier,,.
Sebastian Vettel remporte sa huitième victoire de la saison, Button et Alonso complétant le podium. Hamilton termine quatrième devant Schumacher, Massa, Alguersuari, di Resta, Senna et Buemi. Avec sa neuvième place, le neveu d'Ayrton Senna inscrit ses deux premiers points en Formule 1,,.

### Classement de la course
| Pos. | no | Pilote                  | Écurie               | Tours | Temps/Abandon                      | Grille | Points |
| ---- | -- | ----------------------- | -------------------- | ----- | ---------------------------------- | ------ | ------ |
| 1    | 1  | Sebastian Vettel SREC   | Red Bull-Renault     | 53    | 1 h 20 min 46 s 172 (227,848 km/h) | 1      | 25     |
| 2    | 4  | Jenson Button SREC      | McLaren-Mercedes     | 53    | + 9 s 590                          | 3      | 18     |
| 3    | 5  | Fernando Alonso SREC    | Ferrari              | 53    | + 16 s 909                         | 4      | 15     |
| 4    | 3  | Lewis Hamilton SREC     | McLaren-Mercedes     | 53    | + 17 s 417                         | 2      | 12     |
| 5    | 7  | Michael Schumacher SREC | Mercedes             | 53    | + 32 s 677                         | 8      | 10     |
| 6    | 6  | Felipe Massa SREC       | Ferrari              | 53    | + 42 s 993                         | 6      | 8      |
| 7    | 19 | Jaime Alguersuari SREC  | Toro Rosso-Ferrari   | 52    | + 1 tour                           | 18     | 6      |
| 8    | 15 | Paul di Resta SREC      | Force India-Mercedes | 52    | + 1 tour                           | 11     | 4      |
| 9    | 9  | Bruno Senna SREC        | Renault              | 52    | + 1 tour                           | 10     | 2      |
| 10   | 18 | Sébastien Buemi SREC    | Toro Rosso-Ferrari   | 52    | + 1 tour                           | 16     | 1      |
| 11   | 12 | Pastor Maldonado SREC   | Williams-Cosworth    | 52    | + 1 tour                           | 14     |        |
| 12   | 11 | Rubens Barrichello SREC | Williams-Cosworth    | 52    | + 1 tour                           | 13     |        |
| 13   | 20 | Heikki Kovalainen       | Lotus-Renault        | 51    | + 2 tours                          | 20     |        |
| 14   | 21 | Jarno Trulli            | Lotus-Renault        | 51    | + 2 tours                          | 19     |        |
| 15   | 24 | Timo Glock              | Virgin-Cosworth      | 51    | + 2 tours                          | 21     |        |
| n.c. | 22 | Daniel Ricciardo        | HRT-Cosworth         | 39    | + 14 tours                         | 23     |        |
| Abd. | 17 | Sergio Pérez SREC       | Sauber-Ferrari       | 32    | Boîte de vitesses                  | 15     |        |
| Abd. | 16 | Kamui Kobayashi SREC    | Sauber-Ferrari       | 21    | Boîte de vitesses                  | 17     |        |
| Abd. | 14 | Adrian Sutil SREC       | Force India-Mercedes | 9     | Hydraulique (direction assistée)   | 12     |        |
| Abd. | 2  | Mark Webber SREC        | Red Bull-Renault     | 4     | Accident                           | 5      |        |
| Abd. | 25 | Jérôme d'Ambrosio       | Virgin-Cosworth      | 1     | Boîte de vitesses                  | 22     |        |
| Abd. | 10 | Vitaly Petrov SREC      | Renault              | 0     | Accident                           | 7      |        |
| Abd. | 8  | Nico Rosberg SREC       | Mercedes             | 0     | Accident                           | 9      |        |
| Abd. | 23 | Vitantonio Liuzzi       | HRT-Cosworth         | 0     | Accident                           | 24     |        |

### Pole position et record du tour
Sebastian Vettel signe la vingt-cinquième pole position de sa carrière, sa deuxième sur le tracé de Monza et sa dixième de la saison. Lewis Hamilton réalise le onzième meilleur tour en course de sa carrière, son premier sur ce circuit et son troisième de la saison.
- Pole position :  Sebastian Vettel (Red Bull-Renault) en 1 min 22 s 275 (253,477 km/h)[66],[67].
- Meilleur tour en course :  Lewis Hamilton (McLaren-Mercedes) en 1 min 26 s 187 (229,466 km/h) au cinquante-deuxième tour[68],[69].

### Tours en tête
- Fernando Alonso : 4 tours (1-4)[70],[71].
- Sebastian Vettel : 49 tours (5-53).

## Après-course

### Écuries sur le podium
Après sa victoire en Italie, Sebastian Vettel, pilote Red Bull Racing, se rapproche fortement de son second titre mondial : il ne lui reste qu'à marquer treize points de plus que Fernando Alonso et huit de plus que Mark Webber et Jenson Button lors du prochain Grand Prix pour décrocher une seconde couronne consécutive. À l'issue de la course, il déclare : « Cette victoire est très émouvante, ce circuit représente beaucoup pour moi car j'y ai remporté ma première victoire en Formule 1. Quand j'ai franchi la ligne, je me suis souvenu de cette victoire dans ses moindres détails. C'est un circuit sur lequel nous étions en difficulté ces dernières années mais cette année ma voiture était tout simplement incroyable. Mon départ n'a pas été très bon, cela m'a pris un peu de temps pour me rendre compte que nous allions aborder le premier virage à trois de front. Après la relance, j'ai été en mesure de repasser Alonso, il ne m'a pas laissé beaucoup de place, je ne sais pas s'il était conscient que j'étais à côté de lui. […] Pour les qualifications d'hier nous avons pris le risque de choisir des rapports de boîtes plus courts et je n'allais pas très vite en ligne droite mais en course j'étais plutôt à l'aise, j'ai même dépassé Alonso sans utiliser mon Drag Reduction System ». Mark Webber manque une nouvelle fois son départ et perd d'entrée de nombreuses positions. Alors qu'il tente de dépasser Felipe Massa, il percute le Brésilien et finit sa course dans un muret de pneus : « Je n'ai pas pris le meilleur des départs, Jenson Button et moi étions côte à côte et j'ai perdu quelques places. […] Il y a ensuite eu la relance après la voiture de sécurité et j'ai réussi à doubler Jenson immédiatement, puis, au tour suivant, j'étais à côté de Felipe, j'ai freiné à l'extérieur pour entrer dans le premier virage en tentant de prendre la trajectoire intérieure pour le deuxième virage. Je n'étais probablement pas assez loin pour prendre complètement l'intérieur. Lorsque j'ai tenté de me décaler, le vibreur à l'intérieur étant assez haut, il m'a envoyé sur Felipe et c'était fini. J'ai tenté de revenir aux stands mais l'aileron est passé sous la monoplace, je n'ai pas pu tourner ni freiner et je suis allé tout droit à la Parabolica »,.

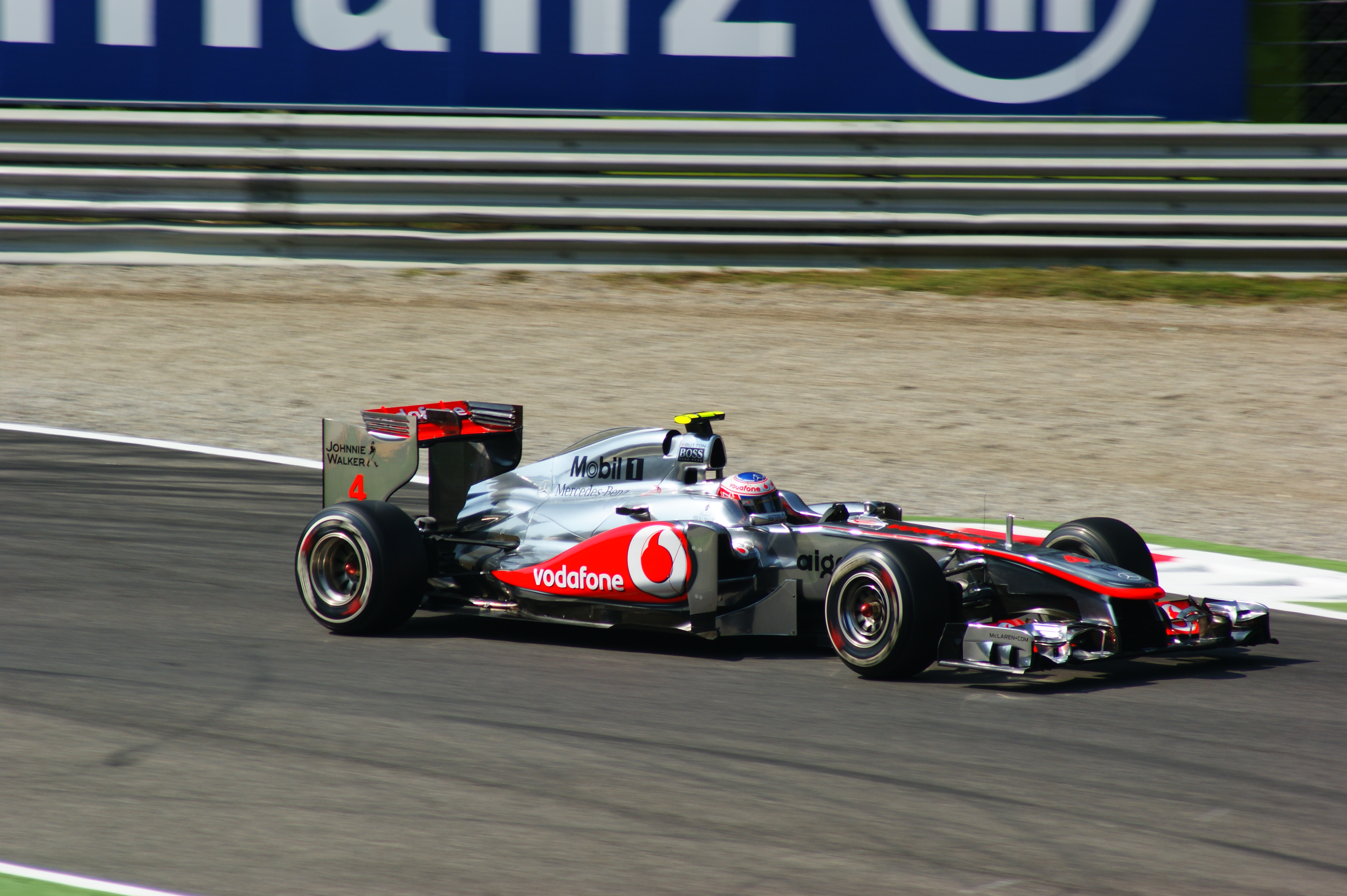
Jenson Button à Monza en 2011.

Chez McLaren, Jenson Button, malgré sa deuxième place, est déçu de ne pas avoir eu l'occasion de se battre avec Vettel à cause d'un mauvais départ : « Ce fut une course très amusante : se battre contre Lewis, Michael et Fernando était génial. Dommage que ces dépassements n'aient pas mené à la victoire. C'est dommage aussi d'être tombé à la septième place au départ. […] Ce mauvais départ est un petit problème qui peut vous coûter beaucoup de temps, les gars ont fait un super boulot au stand, c'est bien de finir deuxième mais vous en voulez toujours plus… » Il avoue avoir eu du mal à dépasser Fernando Alonso : « Le Drag Reduction System a été un peu étrange, on était vite au limiteur. Je n'arrivais pas à me rapprocher de Fernando, j'ai même fait une erreur à la chicane Ascari et j'ai perdu du terrain. Heureusement qu'il a un peu plus souffert avec les pneus les plus durs, j'ai pu le rattraper puis le passer à cause d'une erreur de sa part, grâce au SREC. C'est ce qui est bon dans ce système : vous pouvez l'utiliser où vous voulez contrairement au DRS et notamment quand quelqu'un fait une erreur. C'était tendu mais c'est passé et j'ai ensuite pu créer l'écart sur lui ». Lewis Hamilton visait la victoire et n'a finalement pu faire mieux que quatrième. Il a passé de nombreux tours à tenter de dépasser Michael Schumacher, ce qui lui a fait perdre un temps précieux : « J'étais un peu endormi lors du nouveau départ, Michael en a profité pour me passer alors que je surveillais mes rétroviseurs et j'ai perdu l'occasion de prendre l'aspiration de Sebastian. Nous étions un peu lents en ligne droite, c'était donc dur de passer Michael même avec le DRS activé. J'ai perdu beaucoup de temps derrière lui et je ne pouvais plus me battre pour le podium ». Hamilton avoue faire personnellement une croix sur le titre après cette nouvelle victoire de Vettel : « Je doute qu'il soit possible pour quiconque de le battre maintenant. Nous continuerons à pousser pour les victoires lors des courses hors d'Europe qui seront très excitantes ».
Chez Ferrari, Fernando Alonso prend la tête de la course dès le premier virage avant de céder face à Vettel, puis Button. Il déclare : « Nous n'avions rien à perdre dans notre bataille avec Vettel : il mène le championnat avec une avance de 100 points et lorsque nous devons défendre une position, nous devons être un peu plus durs avec lui. Nous avons pris de bons départs lors des dernières courses mais lorsqu'on démarre de la cinquième ou sixième place, il n'y a pas assez d'espace pour prendre l'avantage. Ici, nous savions nous aurions suffisamment d'espace et de distance jusqu'au premier virage pour dépasser des adversaires ». Bien qu'il ait été en tête de la course, le pilote espagnol avoue qu'il n'a jamais envisagé pouvoir y rester jusqu'à l'arrivée : « C'était très serré. S'il y avait eu un ou deux tours de plus, nous aurions probablement perdu le podium. Nous avons eu de la chance que Michael retienne Lewis derrière lui pendant aussi longtemps car Lewis a perdu une vingtaine voire une trentaine de secondes dans les premiers tours »,. Felipe Massa était en mesure de soutenir le rythme de son coéquipier mais un accrochage avec Webber en début de course a contrarié ses espoirs : « Je ne peux qu'être déçu de cette sixième place car je suis persuadé que je pouvais me battre pour une place sur le podium aujourd'hui. L'accident causé par Webber m'a coûté beaucoup trop de temps, je suis retombé à la dixième place. J'ai été obligé de dépasser de nombreux pilotes pour revenir sur les leaders mais il était trop tard. L'accident n'a causé aucun dégât sur ma voiture. Il a touché ma roue et m'a envoyé en tête-à-queue dans le deuxième virage. Je suis très déçu car la voiture n’était pas mauvaise aujourd'hui en course, même en pneus durs en fin de course. Nous étions raisonnablement rapides et la dégradation des pneus était modérée ». Le pilote brésilien ne se fait plus d'illusion sur la suite du championnat du monde et, à l'issue de la course, félicité par avance Sebastian Vettel pour son futur titre de champion du monde : « Je pense qu'il [Vettel] perdra le championnat s'il arrête de courir maintenant et passe des mois chez lui à la maison. En disputant les Grands Prix, je pense qu'il est très, très difficile pour lui de perdre le titre ».

### Écuries dans les points

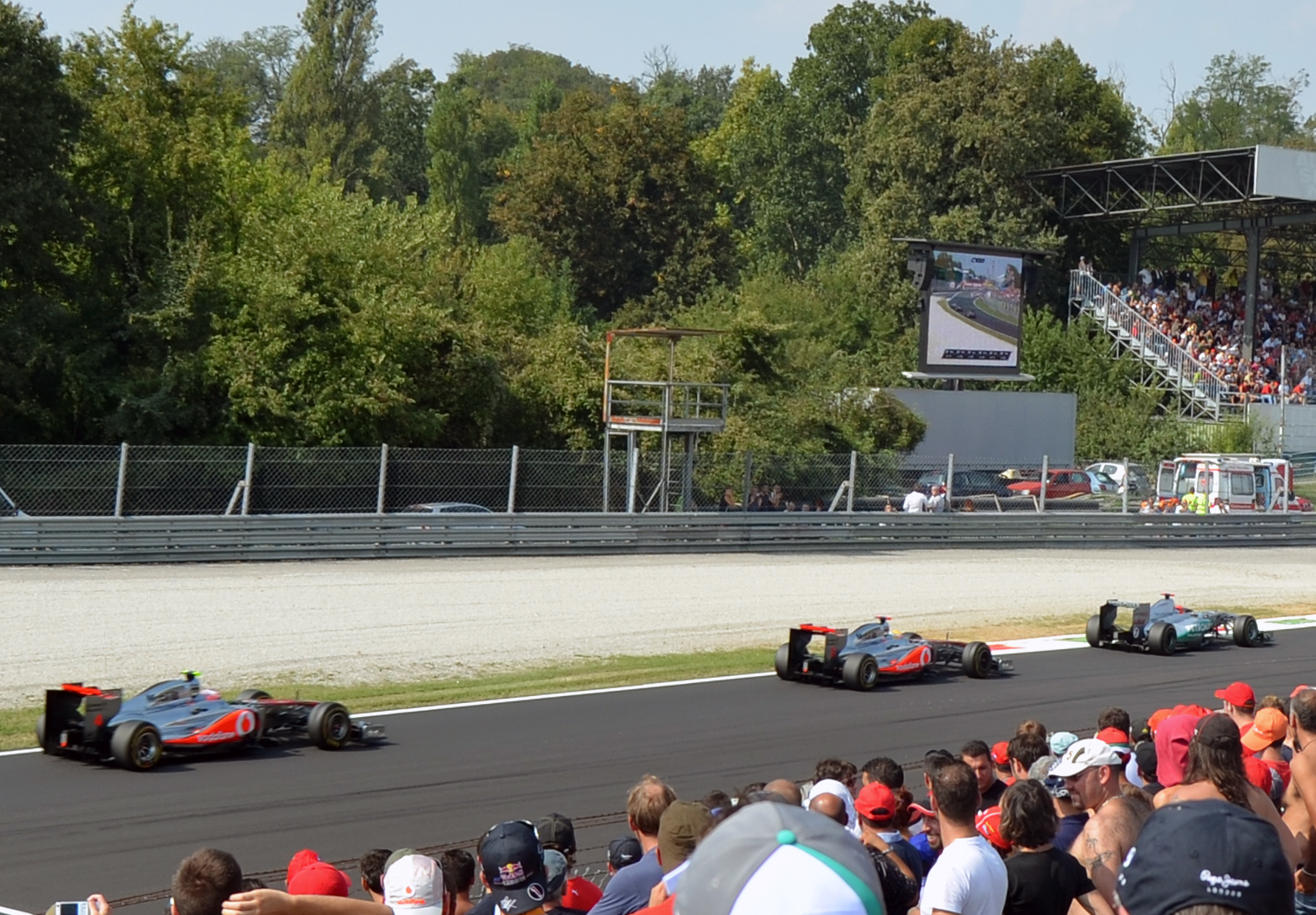
Michael Schumacher précédant Lewis Hamilton et Jenson Button lors du Grand Prix de Monza.

Michael Schumacher, pilote Mercedes Grand Prix, termine le Grand Prix d'Italie à la cinquième place, comme lors de la course précédente en Belgique. Il déclare : « Ce fut une course excitante aussi bien pour moi que pour le public et je pense et c'est pour ça que je suis content. Mon duel avec Lewis a été très amusant. Parfois, j'avais l'impression que mes rétroviseurs étaient très petits. Nous avons tous les deux la réputation de piloter à la limite et c'est ce que nous avons fait aujourd'hui. J'ai dû rendre ma voiture aussi large qu'un camion mais finalement, comme il fallait s'y attendre, il a été plus rapide que moi ». Martin Whitmarsh, directeur de McLaren, se plaint quant à lui de l'attitude en course du pilote allemand face à Hamilton : « Je ne suis probablement pas la personne la plus impartiale pour m'exprimer sur ce sujet mais les commissaires ont averti Schumacher par deux fois durant la course. Cela signifie qu'ils ont vu qu'il se passait quelque chose. Quand Michael a envoyé Lewis dans l'herbe, j'ai trouvé que ce moment était assez effrayant ». La course de Nico Rosberg a été brève puisqu'il a abandonné dès le premier tour : « Cette course a été décevante pour moi. Mon départ a été compliqué car j'étais en pneus durs mais j'ai quand même réussi à gagner une place avant le premier virage. Ensuite, Liuzzi est arrivé comme un missile et m'a mis hors course. C'est dommage, car j'avais une bonne stratégie et, comme Michael l'a démontré, nous avions une voiture très compétitive ».

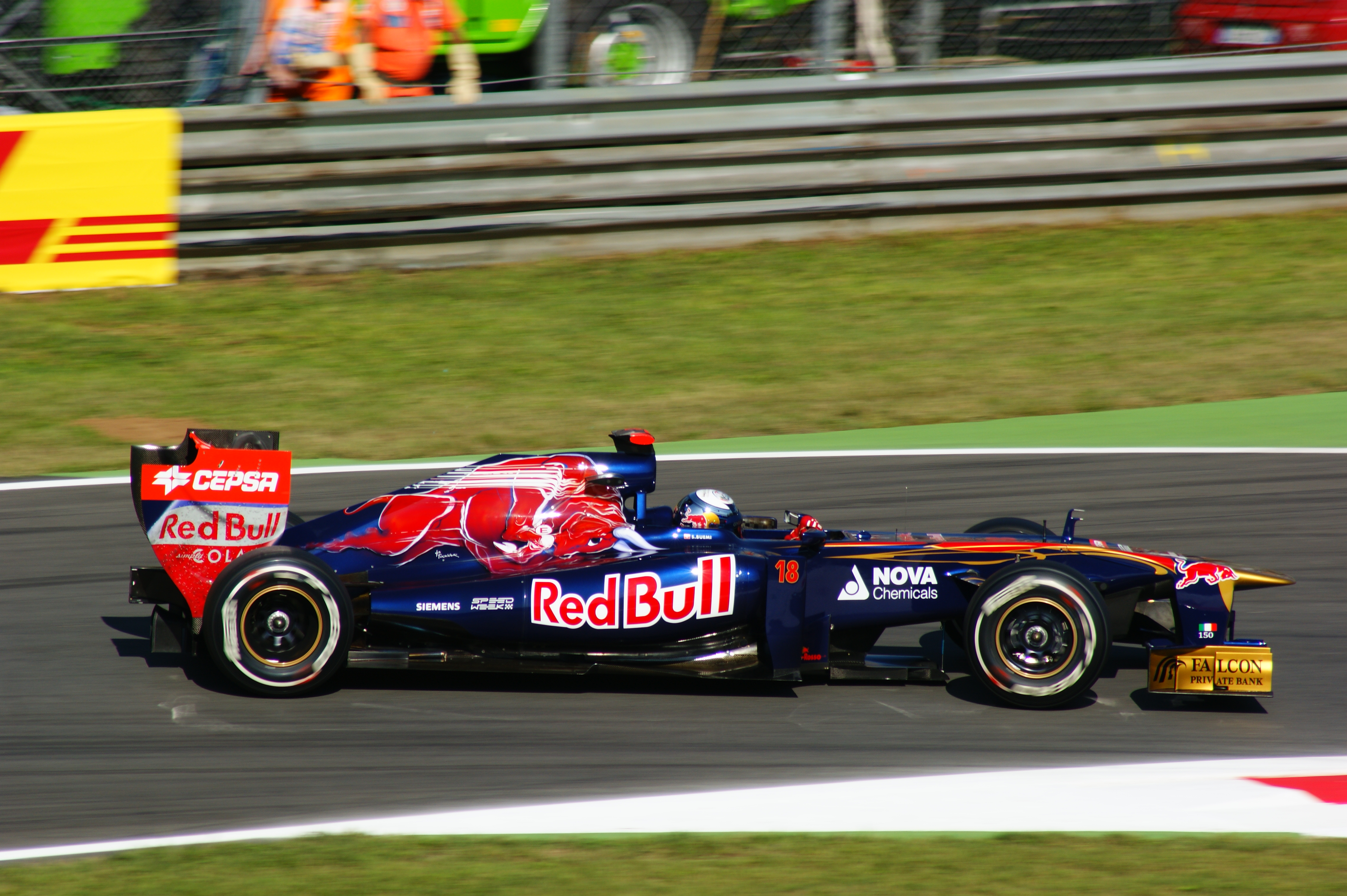
Sébastien Buemi à Monza en 2011.

Chez Toro Rosso, une nouvelle fois, Jaime Alguersuari rallie l'arrivée dans les points alors qu'il s'est qualifié en fond de grille. Il se classe septième et prend l'avantage sur son équipier au classement du championnat : « Je suis très content de ma course. Je pense que je vais vouloir partir d'encore plus loin lors de la prochaine course car lorsque j'ai une mauvaise place sur la grille, je finis dans les points… Je suis également très content pour l'équipe, parce qu'elle a les deux voitures dans les points. Je suis un peu surpris par la façon dont les performances de la voiture deviennent bonnes le dimanche en course. Je ne m'attendais pas à être plus rapide que les Force India et les Sauber. Signer ce superbe résultat pour notre course à domicile rend cette performance assez spéciale. Nous devons continuer à travailler et améliorer nos performances en qualifications. Si nous faisons cela, nous pouvons finir dans les points de manière régulière ». Sébastien Buemi, dixième de l'épreuve, se montre pourtant déçu de sa course car il estime qu'il aurait pu finir à une meilleure position s'il n'avait pas été impliqué dans l'incident du premier tour : « Je suis un peu déçu du déroulement de la course. J'ai pris un très bon départ mais quand une HRT a eu un gros accident, j'ai été percuté à l'arrière. La voiture a été un peu endommagée, elle n'était plus à son potentiel maximum à partir de ce moment. Si cela ne s'était pas passé, peut-être que j'aurais pu finir neuvième ou huitième. La dixième place est décevante puisque j'ai été doublé par Senna en fin de course quand il était en pneus tendres et moi en intermédiaires »,.

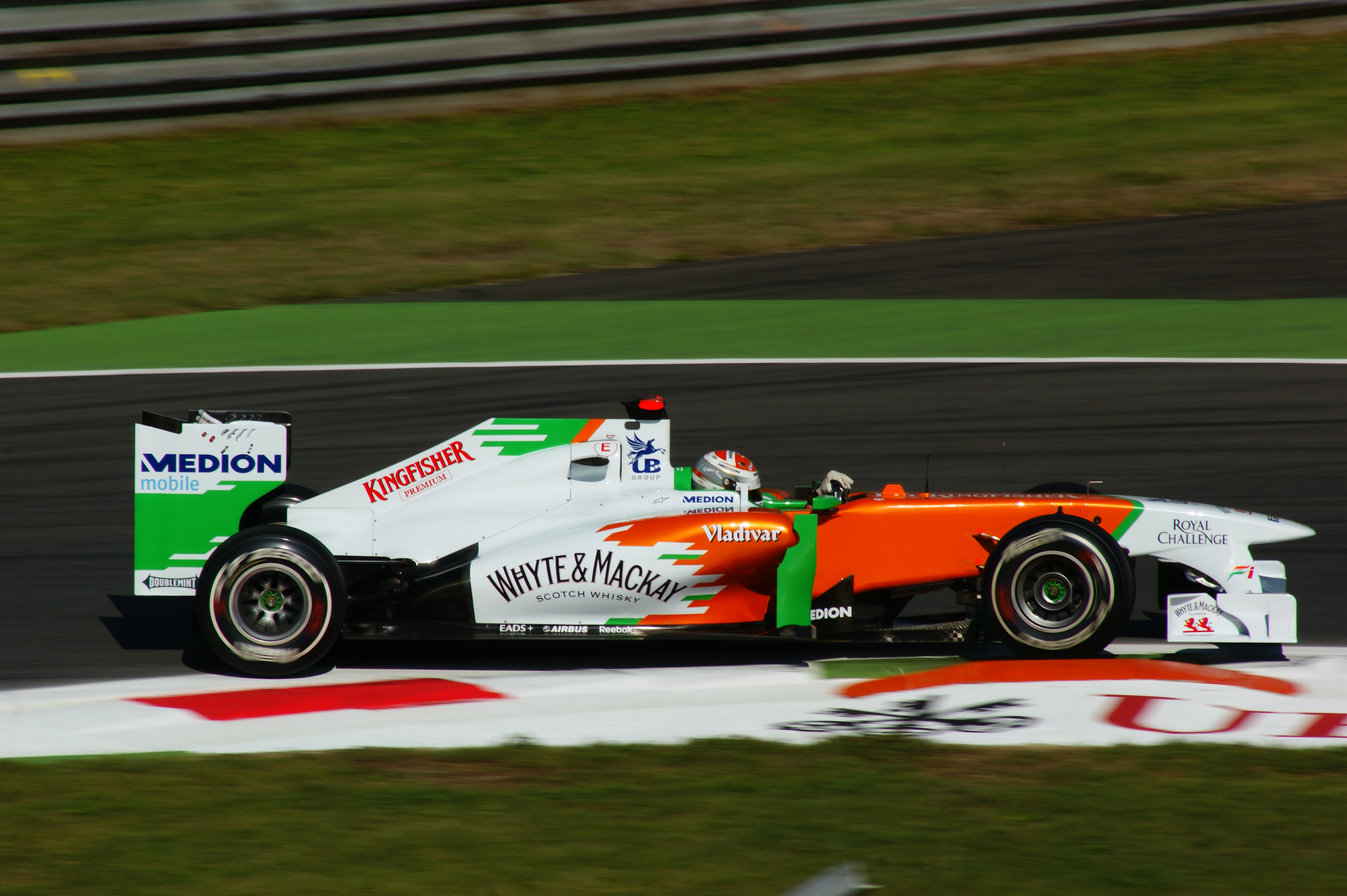
Adrian Sutil à Monza.

Au soir du Grand Prix, Force India grimpe d'un échelon au championnat du monde des constructeurs grâce à la huitième place de Paul di Resta : « Je suis content d'avoir fini huitième après une course qui n'a pas été des plus faciles. Mon départ n'a pas été fabuleux mais les gars autour de moi ne sont pas mieux partis. À l'abord du premier virage, j'ai vu une Williams arriver vers moi alors je suis parti le plus à l'extérieur possible et je n'ai pas eu d'autre choix que de couper la chicane. Après ça, nous avons choisi une stratégie agressive et je pense que nous en avons tiré le maximum possible. C'est bien d'avoir marqué quatre points de plus, ce qui nous aide à gagner une place au championnat ». Son coéquipier Adrian Sutil a pour sa part abandonné en début de course en raison d'un problème hydraulique : « J'ai pris un bon départ mais j'étais encerclé par les autres et je n'ai pas gagné de position. Ensuite, le plus gros problème a été Liuzzi en tête-à-queue percutant le peloton dans le premier virage. J'étais à l'intérieur et j'ai dû sortir dans les graviers pour éviter les voitures accidentées, ce qui m'a coûté beaucoup de temps. Heureusement, ma voiture n'était pas abîmée et j'ai pu continuer. J'avais des pneus durs et je pensais pouvoir marquer des points mais quelques tours plus tard, la direction assistée a lâché. J'ai essayé de rétrograder en arrivant dans le troisième virage mais je n'ai pas pu alors j'ai garé la voiture. Vu le résultat de Paul, nous aurions pu mettre les deux voitures dans les points aujourd'hui… »,

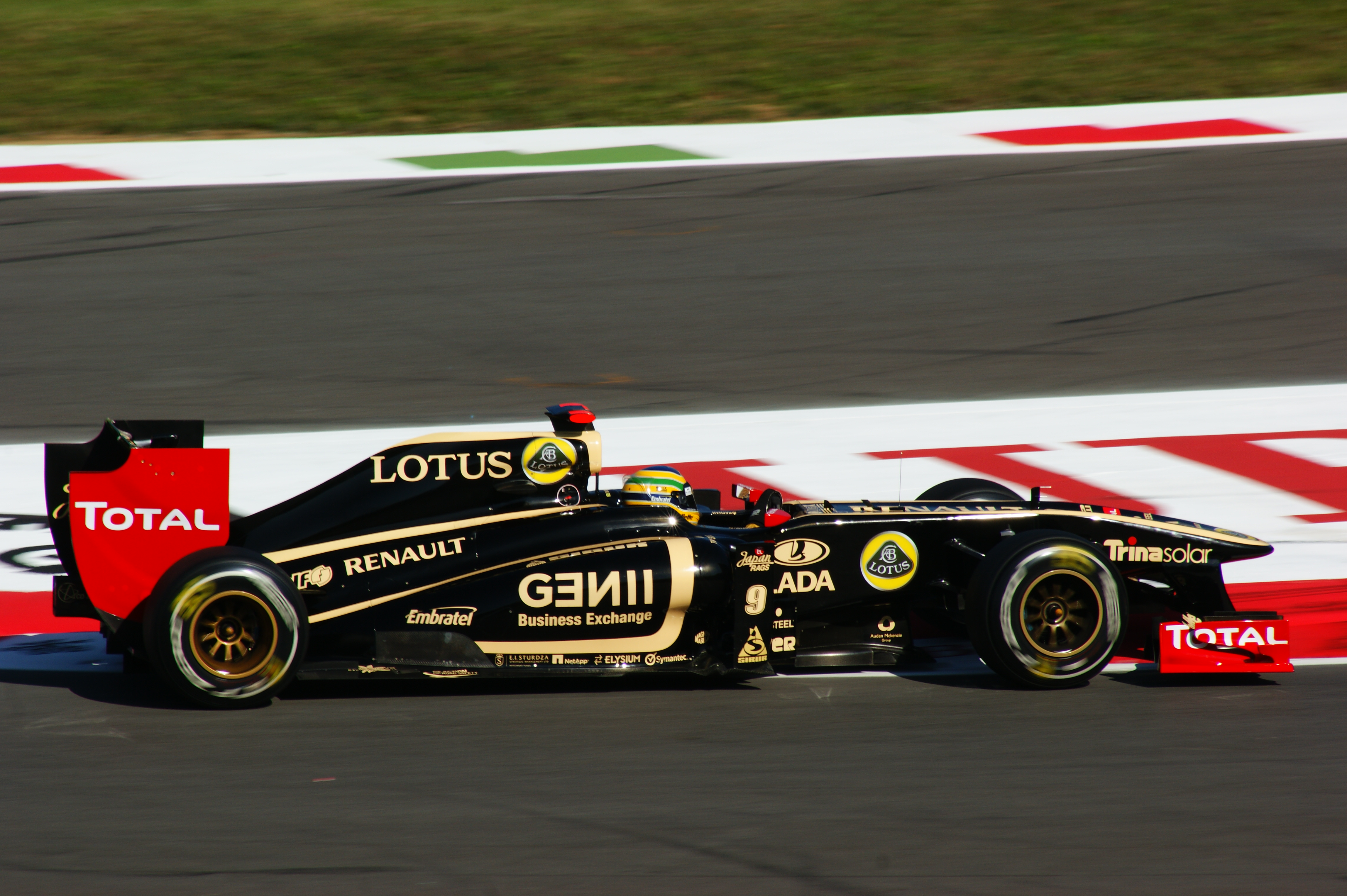
Bruno Senna inscrit les premiers points de sa carrière en F1 à Monza en 2011.

Chez Lotus Renault GP, les sentiments sont contrastés à l'issue de la course. En effet, Vitaly Petrov est éliminé d'emblée tandis que Bruno Senna inscrit ses premiers points en championnat du monde. Éric Boullier, directeur de l'écurie, déclare : « Mes sentiments sont mitigés parce que le premier virage nous a coûté cher. Vitaly a été très malchanceux et Bruno se trouvait dix-huitième à la fin du premier tour. Mais l'équipe a établi une excellente stratégie qui a aidé Bruno à revenir du fond du classement à la neuvième place. C'est bon de le voir marquer ses premiers points et il est clair que si nous avions connu une course sans ennui nous aurions pu terminer plus haut ». Alan Permane, ingénieur en chef, renchérit : « Sans l'incident du premier virage, la course aurait été différente pour nous. La suspension arrière de Vitaly était cassée et il a abandonné. Bruno a perdu beaucoup de positions et s'est retrouvé quinzième. […] Nous l'avions fait démarrer en pneus médiums mais l'entrée rapide de la voiture de sécurité nous a donné l'opportunité de changer de stratégie avec l'espoir de doubler des concurrents qui devraient passer les médiums en fin de course. Cela a fonctionné jusqu'à un certain point. Nous étions plus rapides que les voitures autour de nous mais les dépassements étaient difficiles, même avec l'aileron arrière ajustable et une meilleure vitesse de pointe. Revenir de la dix-huitième à la neuvième place n'est pas mal mais nous aurions pu inscrire plus de points aujourd'hui ». Bruno Senna est pleinement satisfait de son résultat : « Je suis heureux de marquer mes premiers points en Formule 1, en particulier parce que ce n'était que ma deuxième course pour l'équipe. Même si je suis parti dixième, cela n'a pas été facile de finir neuvième. Nous avons été malchanceux au premier virage. Tout le monde a coupé la chicane, ce qui m'a forcé à passer par l'extérieur et j'ai perdu toutes les places que j'avais durement gagnées en qualifications. Ce qui me rend heureux est de savoir que je suis capable de marquer des points et de me bagarrer avec des pilotes qui sont là depuis un moment. La compétitivité de la voiture était évidente, mais j'aurais aimé que la course dure un tour de plus parce que j'aurais pu passer Paul di Resta pour la huitième place ». Cet enthousiasme contraste avec la déception de son coéquipier : « Je suis très déçu de ce qui s'est passé. J'ai pris un départ correct et j'entrais dans la première chicane lorsque Vitantonio a surgi de nulle part et m'a percuté violemment, ce qui a mis fin à ma course. […] Je suis heureux de ne pas avoir été blessé parce que l'impact a été violent »,.

### Écuries hors des points

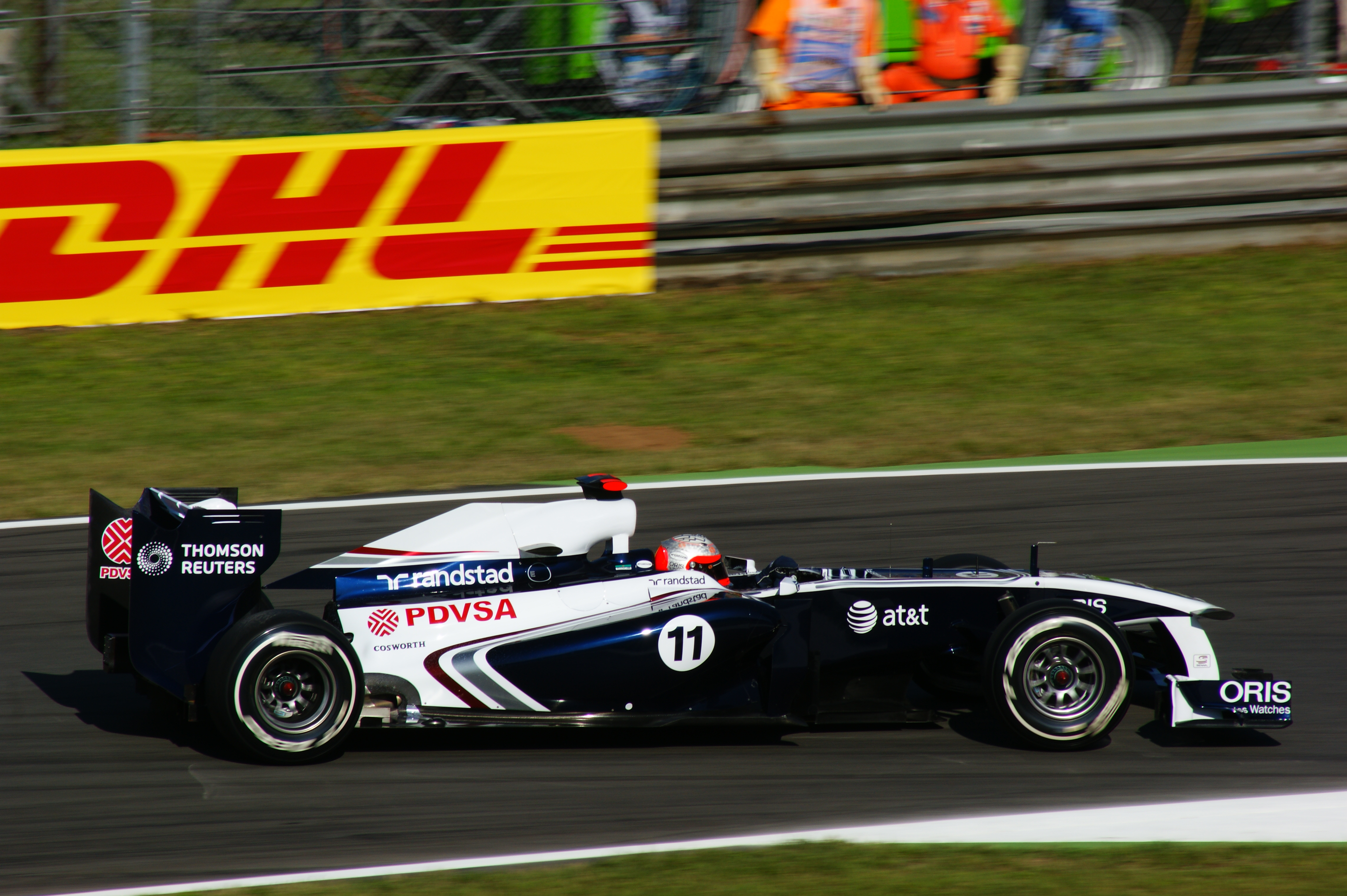
Rubens Barrichello termine à la porte des points à Monza.

Chez Williams, Pastor Maldonado et Rubens Barrichello terminent l'un derrière l'autre à la porte des points. Sam Michael, directeur technique, avoue : « Nous n'avions pas le rythme pour les points. Rubens a été pris dans l'incident du premier virage mais a réussi à ramener la voiture pour changer son aileron avant. Pastor était bien placé dans le premier relais mais la FW33 ne lui a pas permis de concrétiser. La voiture évoluera une dernière fois à Singapour ». Maldonado déclare avoir fait de son mieux : « J'ai pris un très bon départ et gagné beaucoup de places tout en évitant l'accident au premier virage. Le rythme du premier relais était assez bon mais à partir du deuxième on a commencé à perdre du temps. Malheureusement nous n'étions pas assez rapides aujourd'hui ». Barrichello prend aussi un bon départ avant de faire partie des victimes de Liuzzi : « J'ai fait un départ brillant avec trois ou quatre places de gagnées mais j'ai ensuite vu une HRT passer. J'ai eu de la chance de ne pas avoir été percuté mais je me suis retrouvé bloqué et j'ai dû stopper la voiture. C'est dommage parce que je pense que j'aurais pu aller chercher quelques points pour l'équipe »,.

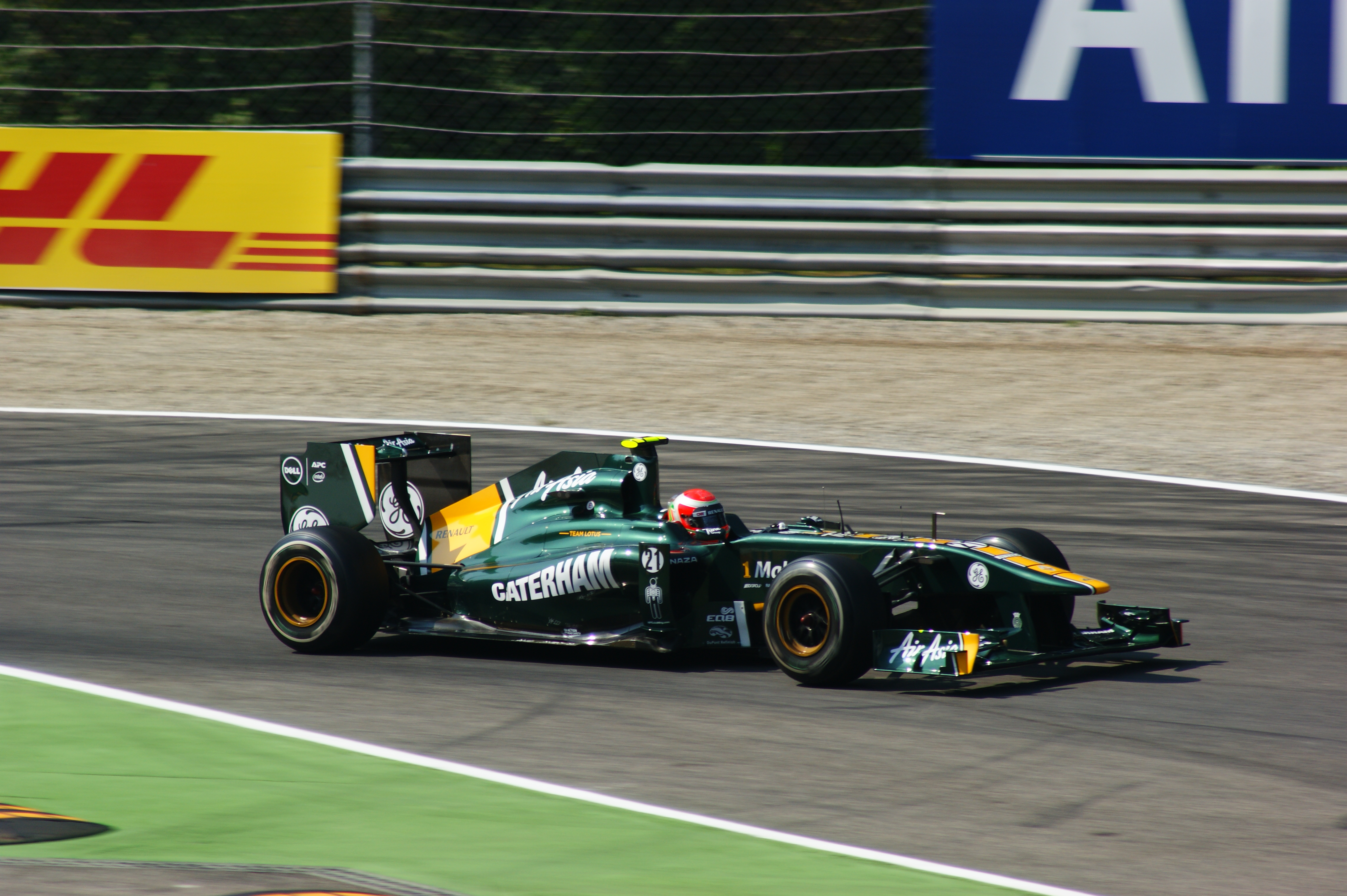
Jarno Trulli se classe quatorzième à Monza.

En terminant le Grand Prix aux treizième et quatorzième places, Heikki Kovalainen et Jarno Trulli offrent pratiquement la dixième place définitive du championnat des constructeurs à leur équipe. Kovalainen déclare : « J'ai pris un bon départ où j'ai dépassé Jarno et ensuite j'ai vu arriver les HRT en vrac dans le premier virage. J'ai évité le chaos et je me suis retrouvé en bonne position. J'ai essayé de garder ma position pendant quelques tours. La dégradation des pneumatiques était très facile à gérer. Mes arrêts au stand ont été très bons aussi. Ils ont eu lieu aux bons moments et l'équipe a fait du très bon travail pour me renvoyer en piste le plus rapidement possible ». La course de Trulli est plus mouvementée : « Mon départ n'a pas été très bon pour une fois mais j'ai réussi à éviter l'accident du premier virage. Je bataillais avec Heikki lorsqu'il m'a semblé que Massa était en difficulté dans la première chicane. Je suis allé hors piste pour l'éviter mais lorsque je suis remonté en piste, il m'a fermé la porte. Plus tard, Massa a perdu le contrôle de sa voiture au freinage et m'a envoyé sur une autre voiture, ce qui a endommagé l'arrière de ma monoplace et mon aileron avant. L'équipe a fait du bon travail au stand pour réparer tout cela. Cet incident nous a aussi fait changer notre stratégie puisque je ne me suis arrêté qu'une seule fois au lieu de deux »,.

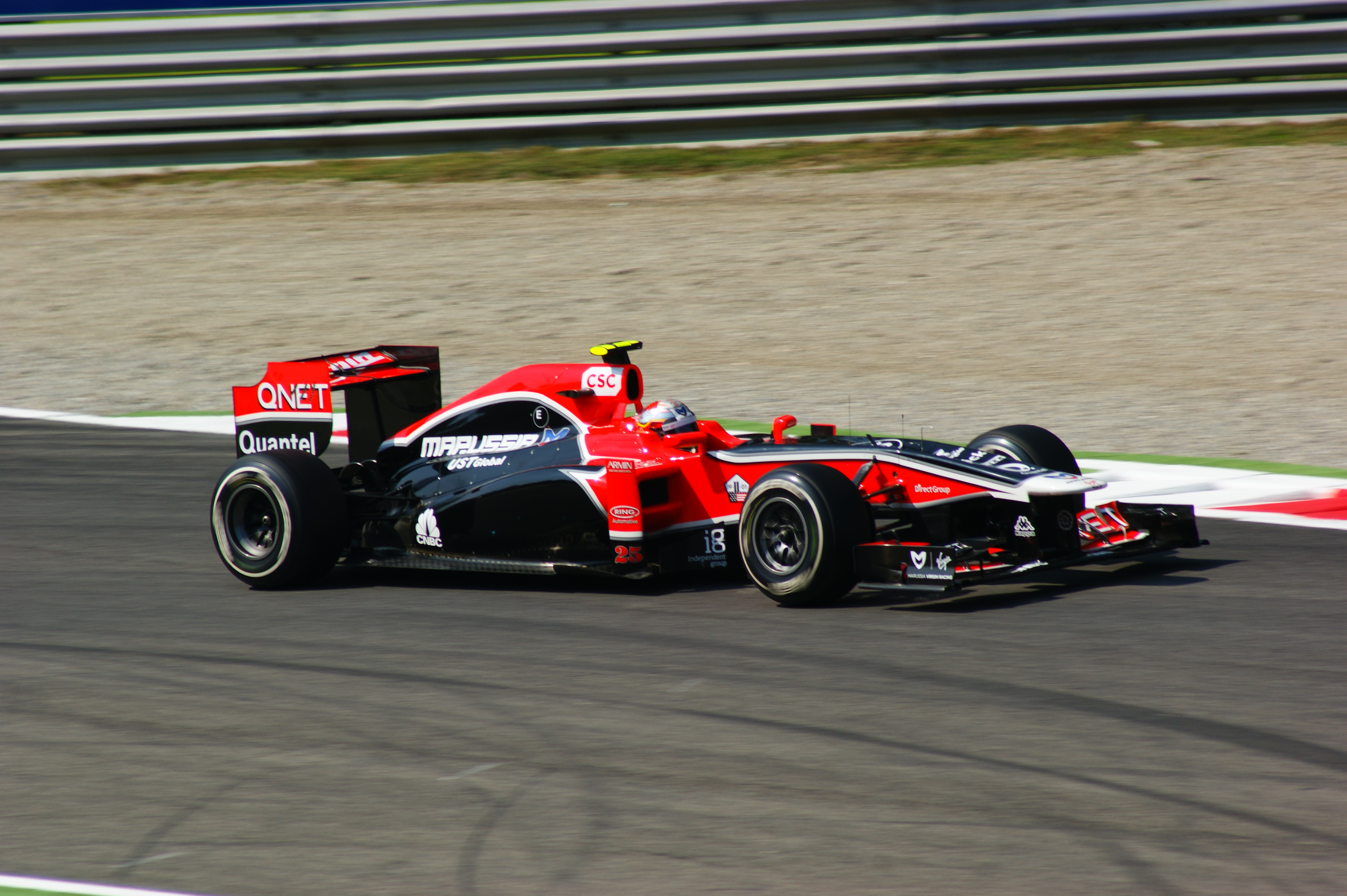
Jérôme d'Ambrosio abandonne prématurément à Monza.

Chez Marussia Virgin Racing, Timo Glock est à l'arrivée à la quinzième place. Sa course a été décevante à cause d'une monoplace capricieuse bien qu'il estime que son équipe a fait un pas en avant : « Cela s'est bien passé en course même si la voiture était difficile à piloter, ce qui est assez décevant après notre qualification d'hier. Nous avons certainement fait un pas en avant ce week-end. La voiture se comporte bien mais il nous reste à trouver pour quelle raison la mienne était moins efficace en conditions de course ». Son coéquipier Jérôme d'Ambrosio n'a effectué qu'un seul tour en course en Italie : « Ce week-end se termine de façon décevante. J'attendais la course avec impatience mais dès le tour de formation, je me suis rendu compte que j'avais perdu le second rapport. J'ai pris le départ mais ma voiture s'est tout de suite montrée incontrôlable. Je suis donc revenu dans mon stand pour abandonner ».

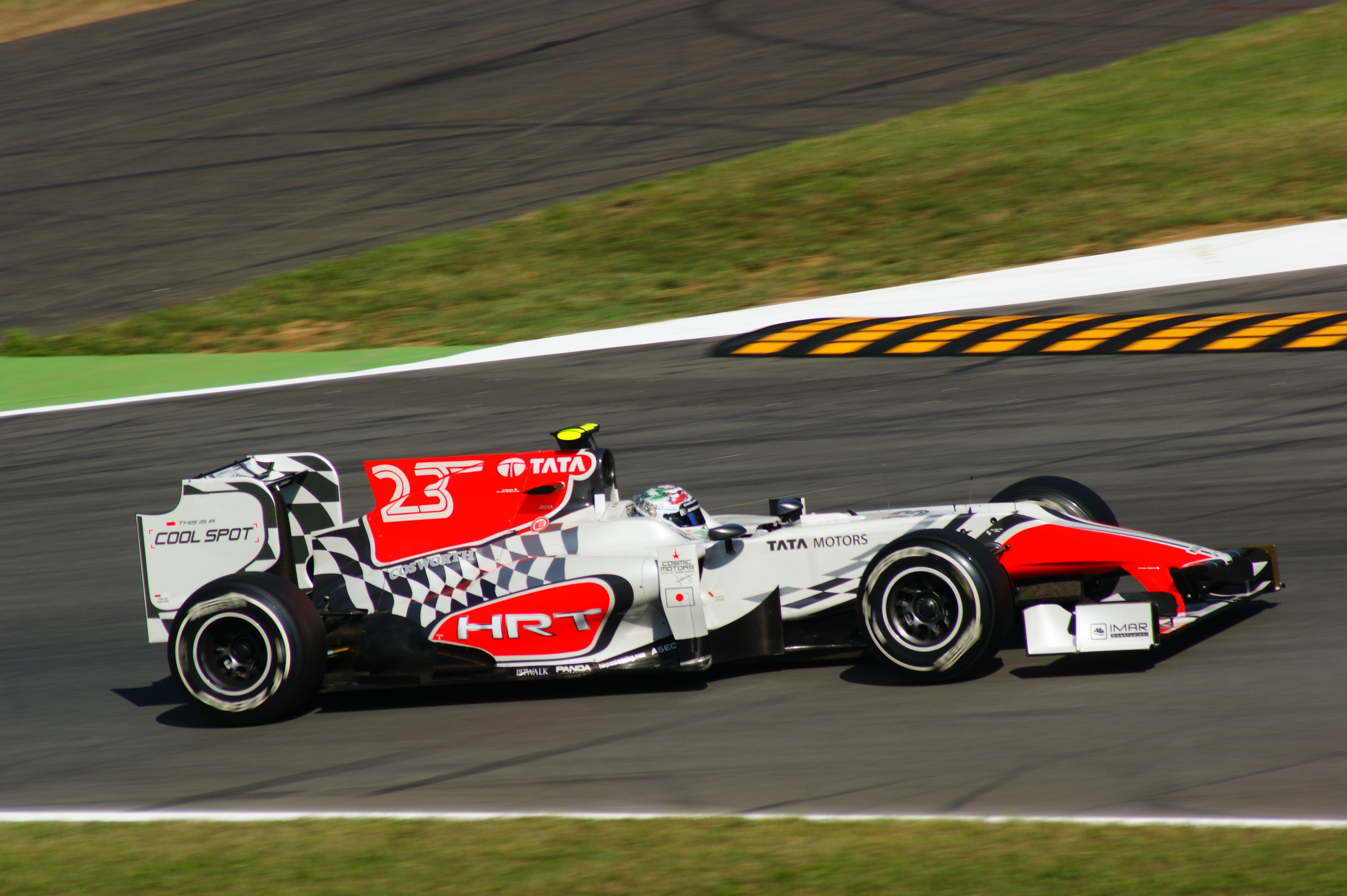
Vitantonio Liuzzi abandonne dès le premier virage à Monza.

Chez HRT, Daniel Ricciardo a eu des problèmes techniques dès le départ : « Ma course ne pouvait pas commencer plus mal. Pour une raison que j'ignore, le système anticalage du moteur s'est activé puis s'est arrêté. Je n'ai pas réussi à le redémarrer et j'ai dû rejoindre les stands. Les mécaniciens m'ont rapidement renvoyé en piste mais la température du moteur a commencé à augmenter et je suis retourné au stand ou je suis resté quelques minutes avant de remonter en piste. En fin de course, j'ai heureusement pu faire quelques bons tours ce qui nous a permis de récolter des données ». Vitantonio Liuzzi s'est mis en évidence au départ en perdant le contrôle de sa monoplace quelques centaines de mètres avant la première chicane : « J'attendais ma course nationale avec impatience même si je savais qu'elle n'allait pas être facile, et elle s'est très vite terminée. J'avais dépassé les deux Virgin, les Lotus et Daniel [Ricciardo] dès le départ mais ensuite j'ai essayé de dépasser un concurrent de plus et j'ai mis mes roues dans l'herbe. J'ai essayé de ralentir mais j'ai perdu le contrôle de la voiture et touché d'autres voitures. Je suis vraiment désolé pour Petrov, Rosberg et les autres pilotes »,. Le pilote italien poursuit ses propos en accusant Heikki Kovalainen d'avoir provoqué son accident : « Ce n'était pas ma faute car j'ai été poussé dans l'herbe par Kovalainen. Une fois que j'ai été dans l’herbe, j'ai complètement perdu le contrôle de la voiture et vous connaissez la suite ». Peu après, Kovalainen répond à ces propos en ces termes : « Liuzzi m'accusait pour l'accident. Il devrait regarder les images vidéo et lire le rapport des commissaires de course avant de faire le moindre commentaire ». Le pilote finlandais s'appuie en effet sur la décision des commissaires de la FIA qui imputent uniquement à Liuzzi la responsabilité de l'accident : l'Italien a été jugé responsable de la collision du premier virage par les commissaires et reçoit une pénalité de cinq places sur la grille du prochain Grand Prix, à Singapour,.

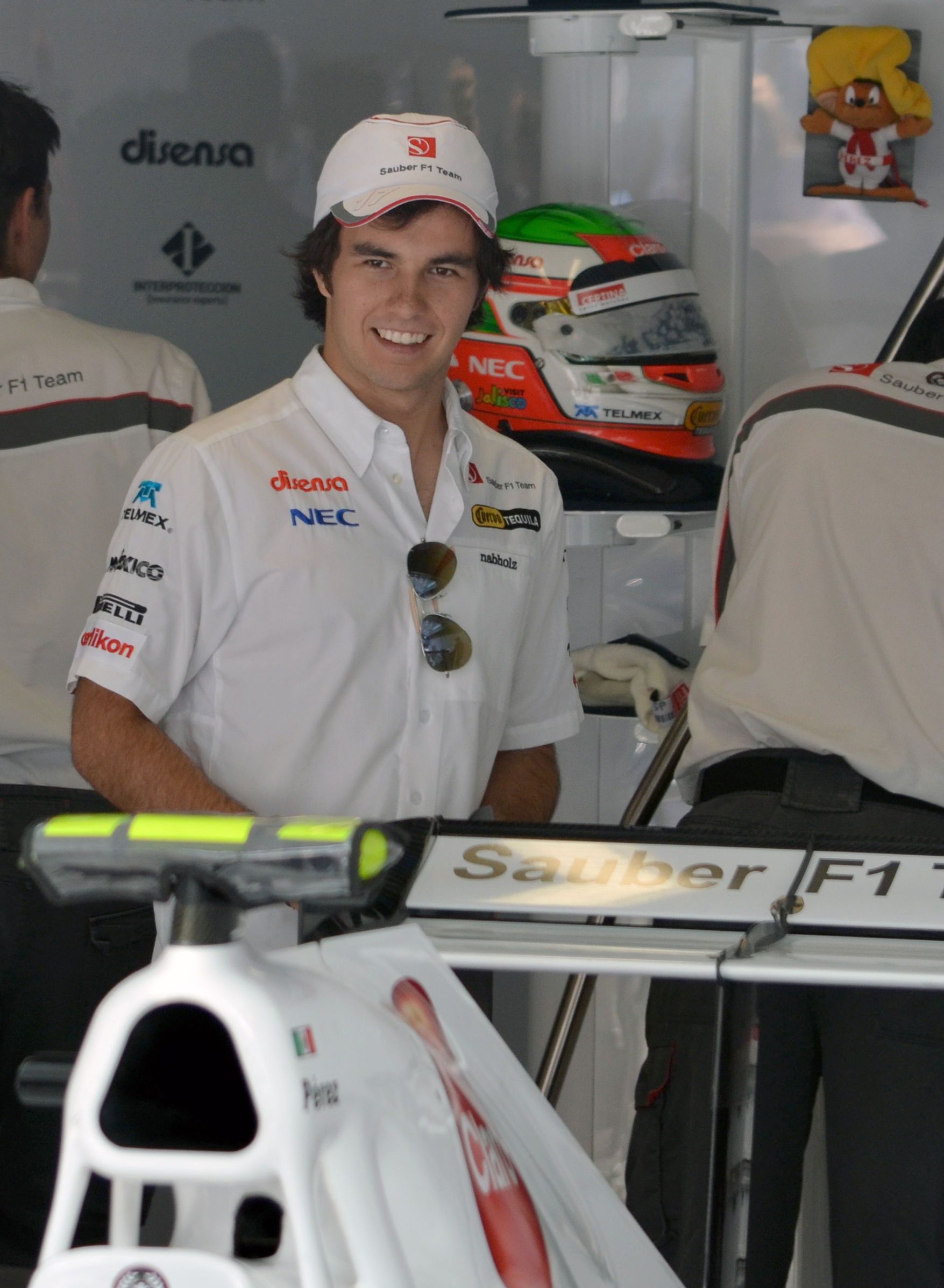
Sergio Pérez dans le stand Sauber lors du Grand Prix d'Italie.

Sauber avait espoir de marquer des points mais enregistre un double abandon à cause de soucis de boîte de vitesses. L'équipe avait sacrifié ses performances en qualification au profit de la course, Sergio Pérez s'élançant de la quinzième place et Kamui Kobayashi de la dix-septième. Tous deux avaient chaussé les pneus durs au départ pour une stratégie à un seul arrêt. Pérez était septième lorsqu'il a abandonné : « Malgré nos mauvaises positions sur la grille, nous faisions une bonne course mais nous avons tous deux abandonné. […] Notre stratégie était de faire un très long relais sur les pneus durs puis un court relais avec les tendres. […] J'ai perdu la troisième vitesse, puis toutes les autres. Nous avons manqué une belle opportunité de marquer des points aujourd'hui ». Kamui Kobayashi a abandonné après un début de course chaotique : impliqué dans la mêlée du premier virage, il a dû changer son aileron avant et ses pneus : « C'est décevant pour tout le monde. Je n'avais plus de puissance, quelle que soit la vitesse que je choisissais. Avant ça, la course avait été assez excitante et difficile pour moi. J'avais un train de pneus durs neuf au départ et le plan était de faire un long relais avec. […] Dans le premier virage, j'ai touché la voiture qui a freiné devant moi. Non seulement j'ai perdu mon aileron avant mais j'ai aussi abîmé un pneu. J'ai donc dû prendre un train de tendres usés. Notre stratégie a été ruinée mais j'étais encore confiant de pouvoir marquer des points. C'est vraiment dommage »,. Peter Sauber, patron de l'écurie, ne cache pas sa déception et sa rancœur à l'encontre des boîtes de vitesses Ferrari : « Nous nous étions délibérément concentrés sur la course, acceptant que notre performance en qualification en serait compromise. Notre performance aujourd'hui a prouvé que cette approche était bonne. Nous étions plus rapides que nos adversaires directs. Il aurait été facile de marquer des points mais nos deux pilotes ont abandonné à cause de problèmes de boîte de vitesses. Je suis en colère, c'est comme si la Formule 1 était revenue à l'âge de pierre. Pour la deuxième fois de l'année après l'Australie, nous avons donné à nos adversaires des points importants »,.

## Classements généraux à l'issue de la course
| Pos. | Pilote             | Écurie               | Points |
| ---- | ------------------ | -------------------- | ------ |
| 1    | Sebastian Vettel   | Red Bull-Renault     | 284    |
| 2    | Fernando Alonso    | Ferrari              | 172    |
| 3    | Jenson Button      | McLaren-Mercedes     | 167    |
| 4    | Mark Webber        | Red Bull-Renault     | 167    |
| 5    | Lewis Hamilton     | McLaren-Mercedes     | 158    |
| 6    | Felipe Massa       | Ferrari              | 82     |
| 7    | Nico Rosberg       | Mercedes             | 56     |
| 8    | Michael Schumacher | Mercedes             | 52     |
| 9    | Vitaly Petrov      | Renault              | 34     |
| 10   | Nick Heidfeld      | Renault              | 34     |
| 11   | Kamui Kobayashi    | Sauber-Ferrari       | 27     |
| 12   | Adrian Sutil       | Force India-Mercedes | 24     |
| 13   | Jaime Alguersuari  | Toro Rosso-Ferrari   | 16     |
| 14   | Sébastien Buemi    | Toro Rosso-Ferrari   | 13     |
| 15   | Paul di Resta      | Force India-Mercedes | 12     |
| 16   | Sergio Pérez       | Sauber-Ferrari       | 8      |
| 17   | Rubens Barrichello | Williams-Cosworth    | 4      |
| 18   | Bruno Senna        | Renault              | 2      |
| 19   | Pastor Maldonado   | Williams-Cosworth    | 1      |

| Pos. | Écurie                      | Points |
| ---- | --------------------------- | ------ |
| 1    | Red Bull Racing-Renault     | 451    |
| 2    | McLaren-Mercedes            | 325    |
| 3    | Scuderia Ferrari            | 254    |
| 4    | Mercedes Grand Prix         | 108    |
| 5    | Renault F1 Team             | 70     |
| 6    | Force India-Mercedes        | 36     |
| 7    | Sauber-Ferrari              | 35     |
| 8    | Scuderia Toro Rosso-Ferrari | 29     |
| 9    | Williams-Cosworth           | 5      |

## Statistiques
Le Grand Prix d'Italie 2011 représente :
- la 25e pole position de sa carrière pour Sebastian Vettel[109] ;
- la 18e victoire de sa carrière pour Sebastian Vettel[110] ;
- la 23e victoire pour Red Bull Racing en tant que constructeur[111], la première sur le circuit de Monza ;
- la 138e victoire pour Renault en tant que motoriste[112].

Au cours de ce Grand Prix :
- Derek Daly (49 départs en Grands Prix de Formule 1, 15 points inscrits entre 1978 et 1982) a été nommé conseiller par la FIA pour aider dans son jugement le groupe des commissaires de course lors de ce Grand Prix[113],[114] ;
- Fernando Alonso passe la barre des 1 000 points inscrits en championnat du monde (1 001 points). Il est le seul pilote avec Michael Schumacher (1 493 points) à avoir inscrit plus de 1 000 points en Formule 1[115],[116] ;
- Jenson Button passe la barre des 700 points inscrits en championnat du monde (708 points)[117] ;
- Bruno Senna inscrit ses premiers points en championnat du monde de Formule 1[118] ;
- à la suite de l'abandon de Mark Webber, Sebastian Vettel reste le seul pilote à avoir marqué des points à l'occasion de tous les Grands Prix de la saison[119] ;
- les cinq champions du monde en lice cette saison terminent aux cinq premières places du Grand Prix : Vettel (champion 2010) devance Button (champion 2009), Alonso (champion 2005 et 2006), Hamilton (champion 2008) et Schumacher (champion 1994, 1995, 2000, 2001, 2002, 2003 et 2004)[120] ;
- le pilote russe Vitaly Petrov porte un casque noir en hommage à l'équipe de hockey sur glace du Lokomotiv Iaroslavl, tragiquement disparue le mardi précédant l'épreuve dans le crash aérien de Iaroslavl. Le Yakovlev Yak-42 de fabrication russe comptait 45 passagers à son bord dont 43 ont péri. « Je ne peux même pas exprimer ce que je ressens. C'est vraiment terrible » commente Petrov[121],[122].